# Бельгийская операция (1940)
Бельгийская операция — военная операция германской армии, проведённая 10—28 мая 1940 года в ходе Второй мировой войны в рамках оперативного плана «Гельб» против бельгийских, французских, британских и голландских войск на территории Бельгии.
10 мая 1940 года Германия вторглась в Люксембург, Нидерланды и Бельгию согласно оперативному плану «Гельб». Союзники пытались остановить вермахт в Бельгии, полагая, что именно там немцы сосредоточат свой главный удар. После того, как французы 10—12 мая перебросили в Бельгию лучшие союзнические войска, немцы приступили к выполнению второго этапа плана «Рот»: прорвались через Арденны и за 5 дней вышли к Ла-Маншу, окружая Британский экспедиционный корпус и французские силы. Угроза окружения заставила союзников двигаться к морю. Впоследствии, британский флот во время Дюнкеркской операции эвакуировал британскую армию из портов Бельгии во избежание её полного уничтожения. Бельгия капитулировала 28 мая 1940 года и была оккупирована немцами до осени 1944, когда она была освобождена союзниками.
Во время Бельгийской операции произошло первое танковое сражение Второй мировой войны — Битва при Анню. В ходе Бельгийской кампании также была проведена первая стратегическая воздушно-десантная операция — высадка в Эбен-Эмале.
В немецкой историографии отмечается, что эти 18 дней жестоких боёв бельгийская армия была достойным противником, и сообщается о «чрезвычайной храбрости» её солдат.

## Предпосылки
Разрабатывая меры защиты от немецкой агрессии, бельгийцы столкнулись с политическими и военными проблемами. В военном отношении бельгийцы не желали просто оборонять бельгийско-германскую границу, расширяя, таким образом, линию Мажино, чему было несколько причин. Во-первых, такой шаг делал бы бельгийцев уязвимыми для немецкого наступления с тыла, через бельгийско-нидерландскую границу. Во-вторых, эта стратегия ставила их в зависимость от французской армии, которая, в соответствии с франко-бельгийским соглашением 1920 года, должна была в таком случае выдвинуться в Бельгию для поддержки. Но бельгийцы не доверяли французам в политическом отношении, так как не хотели быть втянутыми в войну. Маршал Анри Петен предлагал, чтобы французы вторглись в немецкий Рурский промышленный район, используя Бельгию как коридор для операции в октябре 1930 года и в январе 1933 года, но из-за опасений Бельгии, что она будет втянута в войну, эти планы не были осуществлены. Бельгийцы также боялись быть вовлечёнными в войну в результате франко-советского договора в мае 1935 года. Франко-бельгийское соглашение предусматривало мобилизацию Бельгии в случае аналогичных действий Германии, но было неясно, должна ли Бельгия сделать это в случае вторжения Германии в Польшу, что также служило источником напряжения.

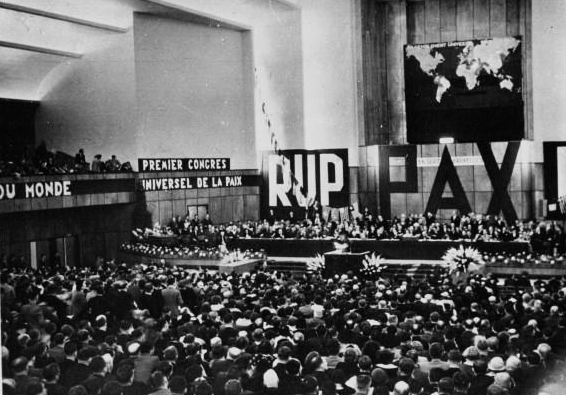
Митинг пацифистов в Хайселе около Брюсселя, 1936

Бельгийцы были более склонны к союзу с Великобританией, вступившейся за них во время Первой мировой войны в ответ на нарушение Германией бельгийского нейтралитета. Кроме того, в случае оккупации Бельгии бельгийские порты и аэродромы могли быть использованы немецким флотом и люфтваффе, что создало бы угрозу Великобритании. Однако, хотя такие опасения существовали, британское правительство уделяло мало внимания проблемам бельгийцев. Из-за отсутствия реальных обязательств Бельгия разорвала соглашение с Францией в октябре 1936 года, открыто провозгласив нейтралитет. Это произошло за день до немецкой оккупации Рейнской области, которая убедила граждан Бельгии в том, что Франция и Великобритания не хотят бороться за свои собственные стратегические интересы, не говоря уже о стратегических интересах Бельгии. Несмотря на это, бельгийский Генеральный штаб был полон решимости, если потребуется, бороться за интересы страны и в одиночку.
Французов возмутила открытая декларация нейтралитета Бельгией в октябре 1936 года. Франция рассматривала это как срыв своих стратегических планов; теперь уже нельзя было ожидать тесного сотрудничества с Бельгией в защите восточных границ. Между тем, французы зависели от того, насколько тесным будет их сотрудничество с бельгийцами. Возникшая обстановка лишала французов подготовленных укреплённых позиций в Бельгии, которые помогли бы сдерживать атаки противника. Французы стремились избежать такой ситуации, потому что она создавала угрозу встречного сражения с манёвренными соединениями вермахта. Они стали рассматривать вариант немедленного вторжения в Бельгию, если на неё нападёт Германия. Бельгийцы, осознав эту опасность, тайно предоставили французскому военному атташе в Брюсселе доступ к своей собственной оборонительной политике, данным воздушной разведки, информации о передвижении войск, коммуникациях и укреплениях.

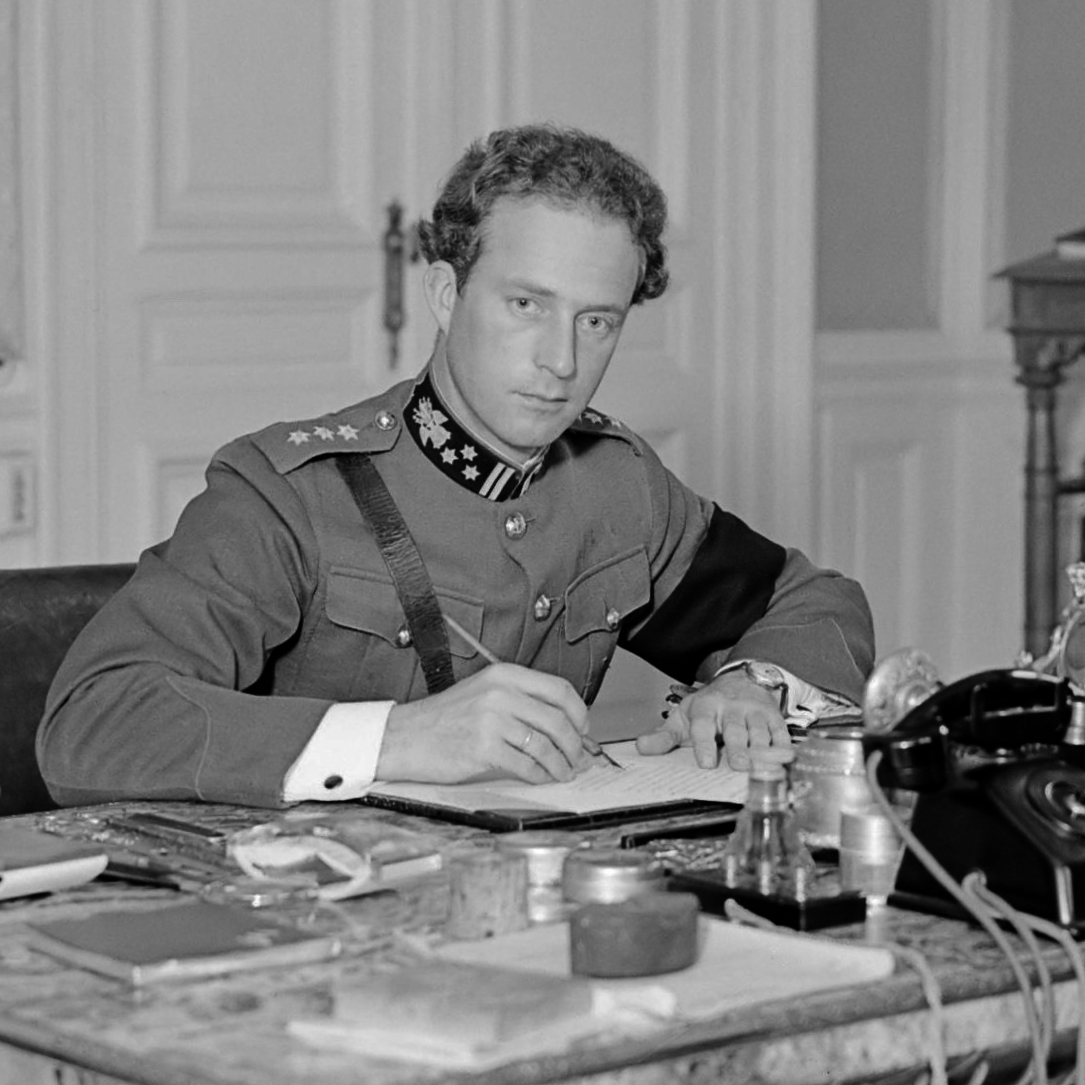
Король Бельгии Леопольд III был сторонником политики нейтралитета

После того, как Бельгия официально покинула Западный союз, бельгийцы отказались участвовать в любых официальных встречах с французским и британским военными штабами из опасений, что их принудят к компромиссу. Бельгийцы не рассматривали немецкое вторжение как неизбежное и были убеждены, что, если вторжение всё-таки произойдёт, ему будут эффективно сопротивляться новые укрепления, такие как Эбен-Эмаль. Восстановление бельгийских укреплений на границе с Германией началось после прихода в Берлине к власти Адольфа Гитлера в январе 1933 года. Выход Германии из Лиги Наций, нарушение ей условий Версальского договора и Локарнских соглашений — всё это вызывало беспокойство бельгийского правительства. Бельгия увеличила расходы на модернизацию военных сооружений в Намюре и Льеже. Началось строительство новых линий обороны вдоль канала Маастрихт — Буа-ле-дюк, канала, соединявшего реки Маас и Шельда, и Альберт-канала.
К 1935 году Бельгия завершила строительство оборонительных сооружений, но к этому времени они оказались уже не вполне соответствующими обстановке. Были необходимы значительные мобильные резервы, чтобы охранять тылы, и было очевидно, что для защиты от внезапного нападения Германии этого недостаточно. Были необходимы также значительные трудовые резервы, но законопроект, предусматривающий увеличение срока военной службы и обучение армии, был отклонён общественностью на основании, что это увеличит военные обязательства Бельгии.
Король Леопольд III 14 октября 1936 выступил с речью в Совете министров, в попытке убедить людей (и правительство) в необходимости направить усилия на повышение обороноспособности страны. Он отметил три основные причины для этого:

а) Перевооружение Германии, полная ремилитаризация Италии, СССР и других государств, даже тех, которые были заведомо пацифистскими (таких как Швейцария и Нидерланды), должно принудить нас предпринять исключительные меры предосторожности.

б) Произошло значительное изменение методов ведения войны из-за технического прогресса, особенно в области авиации и механизации. Начальные операции вооружённых конфликтов могут теперь быть такой силы, скорости и масштабов, что это вызывает особую тревогу таких малых стран, как Бельгия.

в) Наши тревоги усилились из-за молниеносной повторной оккупации Рейнской области и факта, что есть основания для начала возможного вторжения врага, появившегося недалеко от нашей границы.
— 
24 апреля 1937 года французы и британцы сделали публичное заявление о том, что безопасность Бельгии представляет важность для западных союзников и что они надёжно защитят её границы от агрессии любого вида, будет ли она направлена только на Бельгию, или агрессор использует Бельгию как плацдарм для войны против «других государств». В этих условиях британцы и французы освобождали Бельгию от её обязательств в Локарно оказывать помощь в случае немецкой агрессии в Польше, в то время как свои военные обязательства перед Бельгией оставляли в силе.
В том же году французский Верховный совет национальной обороны, изучая вопрос о вступлении французских войск в Бельгию в случае немецкой агрессии, пришёл к выводу о необходимости создать непрерывный фронт союзнических армий, опирающийся на заблаговременно организованную позицию либо по рубежу Антверпен — река Диль — Намюр (план Д — «Диль»), либо западнее этого рубежа, по линии реки Шельды (план «Шельда»). Предварительные фортификационные работы на избранном рубеже в соответствии с согласованным планом обороны должна была произвести Бельгия. Оба плана базировались на предпосылке, что главный удар Германии будет нанесён в центральной Бельгии.
План «Шельда» предусматривал сооружение оборонительной линии ближе к Франции, по реке Шельда. Этот план был предложен французским командованием, поскольку имел следующее преимущество: в случае немецкой агрессии французские войска могли быстро, гораздо раньше немцев, занять рубеж и приготовиться к обороне. Но это значило отдать врагу почти всю территорию страны, поставить под угрозу полного разгрома бельгийскую армию на Альберт-канале, удалённую в таком случае от союзников в среднем на 130 км, допустить немцев непосредственно к побережью, к портам Бельгии и к северной границе Франции. Бельгия и Великобритания решительно выступили против этого плана.

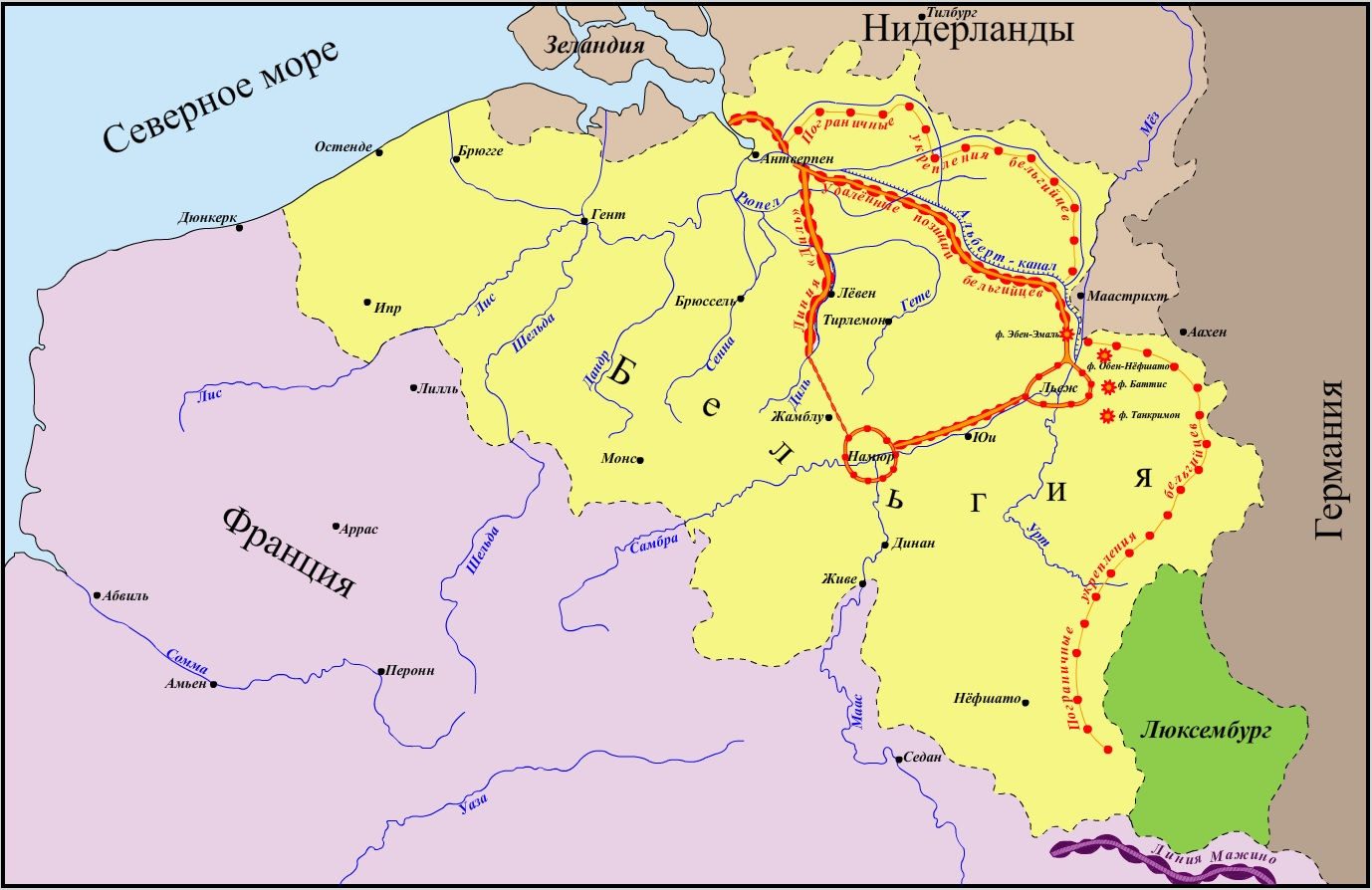
Карта укреплений Бельгии согласно планам Бельгии и плану «Диль»

В противовес этому плану Великобритания 18 сентября 1939 года выступила в поддержку бельгийской оборонительной стратегии. Бельгийцы были полны решимости удерживать пограничные укрепления вдоль Альберт-канала и Мааса, пока французская армия не прибудет, чтобы поддержать их. Морис Гамелен, французский командующий, не был заинтересован в продвижении французских войск настолько далеко. Он опасался, что бельгийцы будут вытеснены из их укреплений и отступят к Антверпену, как в 1914 году. Это создавало угрозу встречного сражения, которого французы стремились избежать.
В результате был разработан План «Диль». План предусматривал создание главной оборонительной линии на рубеже Антверпен — река Диль — Намюр. Этот рубеж простирался от Конингсхойкта до Вавра, получив как следствие название «линия KB». Предполагалось, что союзные войска, которые включали французские бронетанковые подразделения, продвинутся к линии КВ в ответ на немецкое вторжение, пока бельгийские войска будут сдерживать врага, обороняя пограничные укрепления. Линия связывала французские укрепления на юге с бельгийскими силами, защищающими Антверпен, что казалось самой надёжной оборонительной стратегией. Преимуществом плана «Диль» было то, что вместо ограниченного наступления союзников к реке Шельда или встречи немцев на франко-бельгийской границе, движение к реке Диль уменьшило бы союзнический фронт в центральной Бельгии на 70 километров (43 мили), освободив больше сил для использования в качестве резерва. Предполагалось, что это защитит и больше бельгийской территории, в частности восточные промышленные регионы. Слабость плана была в том, что он ставил тыл французов под прямым углом к их пограничным укреплениям, в то время как тыл британцев располагался параллельно их коммуникациям, расположенным в портах Бискайского залива. Ещё более серьёзным недостатком было то, что данный план обеспечивал устойчивую оборону при ударе в центральной Бельгии, но становился проигрышным при другом направлении главного удара вермахта. Несмотря на необходимость переброски сил в центральную Бельгию и продвижения к «линии Диль», которая была уязвима для охватывающего движения с фланга, Гамелен одобрил план, и он оставался основой стратегии союзников вплоть до внезапного начала войны.
10 января 1940 года майор вермахта Хельмут Рейнбергер разбился на «Мессершмитте Bf 108» вблизи Мехелена-сюр-Мёз («инцидент при Мехелене»). Рейнбергер вёз первые планы германского вторжения в Западную Европу, которые, как ожидал Гамелен, влекли за собой повторение плана Шлиффена 1914 года (немецкое наступление через Бельгию во Францию). Изначально план Шлиффена предусматривал только захват земель Бельгии, но в 1940 году туда были включены и Нидерланды как база для проведения морских, воздушных и наземных операций.
Бельгийцы подозревали, что это обман, но к планам отнеслись серьёзно. Бельгийская разведка и военный атташе в Кёльне правильно предположили, что немцы начнут вторжение не по этим планам, а попытаются напасть через бельгийские Арденны и далее продвигаться к Кале с целью окружения армий союзников в Бельгии. Они верно предсказали, что немцы попытаются осуществить операцию на окружение («Kesselschlacht»), чтобы уничтожить армии союзников. Бельгийцы точно разгадали план немцев, составленный Эрихом фон Манштейном.
В связи с этим бельгийское верховное командование уведомило французское и британское командования о своём беспокойстве. Бельгийцы опасались, что план «Диль» поставит под угрозу не только стратегические позиции Бельгии, но и всё левое крыло союзников. Король Леопольд и генерал Рауль ван Оверстрайтен, адъютант короля, сообщили Гамелену и командованию французской армии о своих опасениях в период с 8 марта по 14 апреля 1940 года, но их предупреждения были проигнорированы.

## Планы сторон

### Союзники
Основная статья: План «Диль» 
Бельгийский план на случай немецкой агрессии:

а) Обороняться на позициях вдоль Альберт-канала, от Антверпена до Льежа и от Мааса до Льежа и Намюра столько времени, сколько потребуется французским и британским войскам, чтобы занять линию Антверпен — Намюр — Живе (линию «Диль»). Предполагается, что силы держав-гарантов задействованы уже на третий день вторжения.

б) Отступить на линию Антверпен — Намюр.

в) Оборонять эту линию, кроме сектора Лёвен, который должны были оборонять войска держав-гарантов. Особенное внимание уделялось Антверпену как части основных оборонительных позиций союзников.
— 
Защита восточной границы предусматривала, в основном, выведение из строя дорог, эта задача была поручена Арденнским егерям.

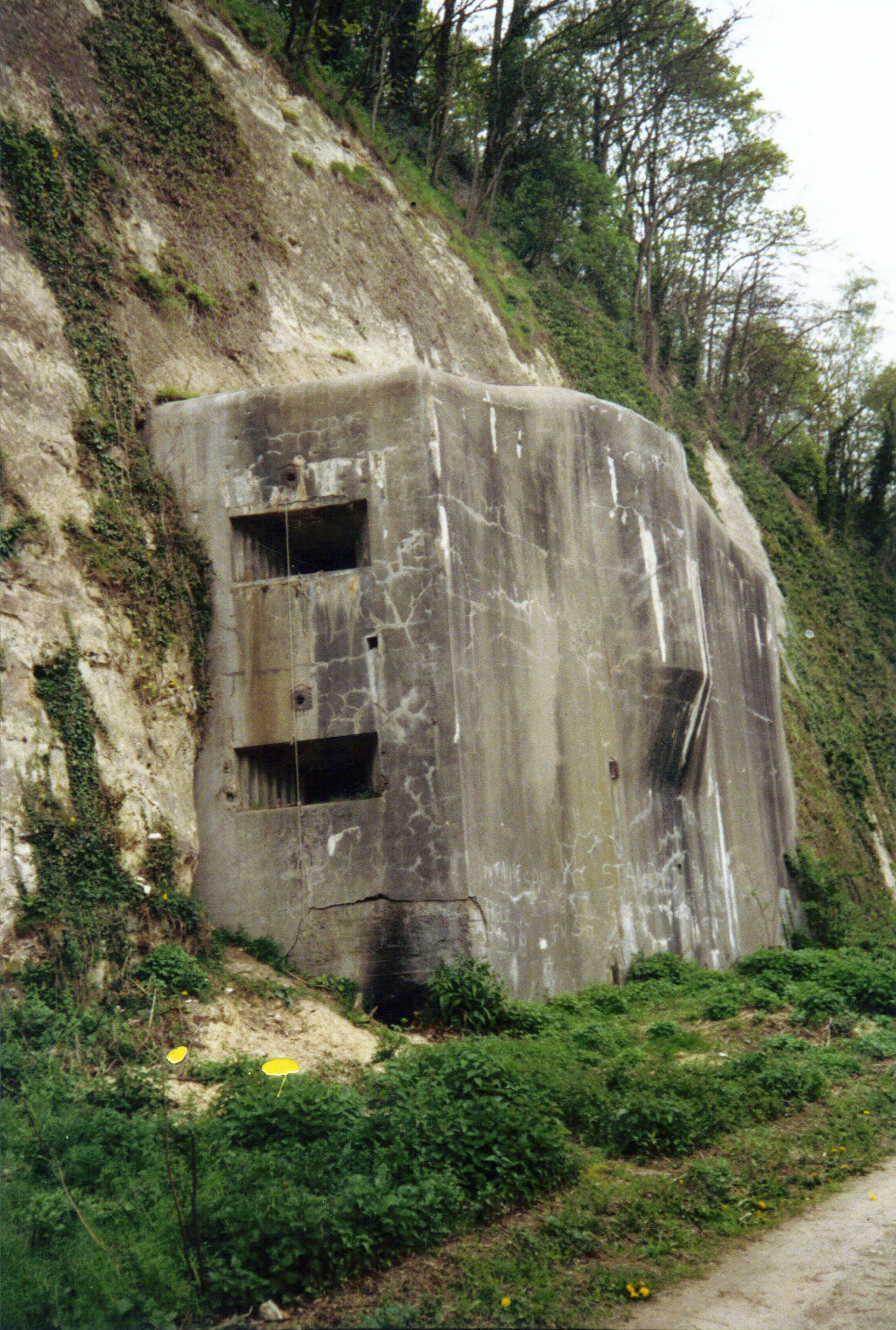
Один из казематов форта Эбен-Эмаль

Согласно договорённости между французским и британским командованием, 7-я французская армия под командованием Анри Жиро должна была продвигаться через Бельгию, мимо дельты Шельды в Зеландии, если возможно, до Бреды (Нидерланды). Британские экспедиционные войска, которыми командовал генерал Джон Верекер, лорд Горт, должны были занять центральное положение на участке Брюссель — Гент, поддерживая бельгийскую армию, занимающую главные оборонительные позиции приблизительно в 20 километрах (12 милях) к востоку от Брюсселя. Главные оборонительные позиции, окружающие Антверпен, будут обороняться бельгийцами всего в 10 км от города. Таким образом, 7-я французская армия должна была прикрыть левый фланг бельгийской армии, защищающей Антверпен, и создать угрозу северному флангу немцев.
Далее к востоку были оборонительные позиции для сдерживающих действий вдоль Альберт-канала, которые к западу от Маастрихта соединялись с оборонительными сооружениями вдоль Мааса. Затем линия обороны отклонялась в южном направлении и продолжалась до Льежа. Промежуток Маастрихт — Льеж был наиболее укреплён. Форт Эбен-Эмаль прикрывал северный фланг оборонительных позиций у Льежа. Далее линия обороны шла на юго-запад, по оси Льеж — Намюр. Бельгийская армия также получала дополнительную поддержку со стороны французской 1-й армии, которая должна была продвигаться к Жамблу и Анню на южный фланг Британского экспедиционного корпуса и занять сектор Самбры. Сектор охватывал участок бельгийской обороны между основной оборонительной позицией Бельгии (линия Диль) на севере и Намюром на юге. Далее на юге 9-я французская армия занимала реку Маас от Живе до Динана. 2-я французская армия была ответственна за последние 100 км (62 мили) фронта, включающие Седан, низовья Мааса и северный край линии Мажино на бельгийско-люксембургской границе.
В случае перехода немецкими войсками бельгийской границы в Бельгию входили французские войска, которые должны были выйти к реке Диль и закрепиться (в соответствии с планом «Диль») в укреплениях линии «КВ». В случае, если бельгийцы не будут вытеснены из своих приграничных укреплений, планировалось выйти к их расположению на востоке страны, по линии Альберт-канала и эстуарию Шельды, и вести оборонительное сражение там..

### Германия
Силы вермахта, задействованные в наступлении на Бельгию, подразделялись на две группы армий: группу армий «А» и группу армий «Б». Группе армий «Б» было выделено только ограниченное число танковых и мобильных подразделений, подавляющее большинство составляли пехотные дивизии. План заключался в следующем. Группа армий «Б» должна была оккупировать Нидерланды и нанести отвлекающий удар по позициям союзников в восточной Бельгии. После отвлекающего манёвра, когда наиболее боеспособные силы союзников будут переброшены в центральную Бельгию, группа армий «А» должна была совершить неожиданный прорыв через Арденны и двигаться к Ла-Маншу, чтобы отрезать армии союзников от континента и прижать их к морю. По плану, после того как будет достигнут Ла-Манш, все танковые дивизии вермахта и большая часть моторизованной пехоты будут переданы из группы армий «Б» в группу армий «А» и использованы для укрепления обороны и предотвращения прорыва союзников. Этот план мог потерпеть неудачу, если бы окружение не удалось.

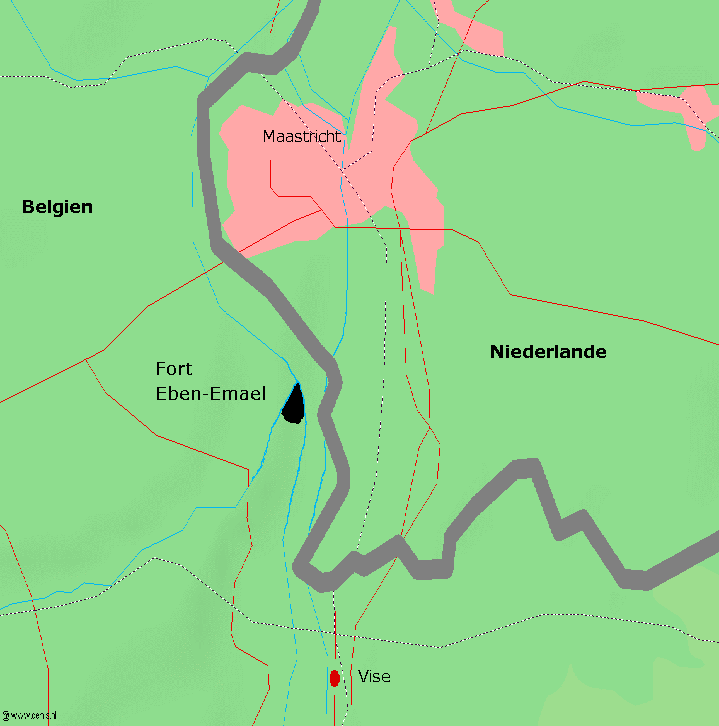
Положение Эбен-Эмаля

Три моста через Альберт-канал на бельгийско-голландской границе, соединявшие Вельдвезельт, Врунховен и Канне с Маастрихтом, были ключевыми объектами, необходимыми для быстрого продвижения группы армий «Б», поэтому важно было не допустить их уничтожения. Если бы 6-я немецкая армия Вальтера фон Рейхенау (группа армий «Б») не смогла захватить мосты, то оказалась бы в анклаве Маастрихта и Альберт-канала и попала под огонь Эбен-Эмаля. Этот форт также должен был быть захвачен или уничтожен.
Адольф Гитлер встретился с генерал-лейтенантом Куртом Штудентом, командиром 7-й воздушной дивизии, для обсуждения наступления. Генерал предложил использовать парашютистов для захвата и уничтожения Эбен-Эмаля. Предложение использовать для транспортировки Junkers Ju 52 было отклонено, так как медленно летящие самолёты с десантом могли быть сбиты голландскими и бельгийскими зенитными орудиями. Ещё одним фактором были погодные условия, которые могли помешать десантникам попасть в форт и вообще высадиться. Гитлер заметил один потенциальный изъян в укреплениях — их крыши были плоскими и незащищенными. Он предложил для транспортировки десантников использовать военный планер DFS 230. Штудент согласился, но указал, что можно использовать лишь 12 планеров и только в дневное время; они смогут доставить к цели 80-90 десантников. Гитлеру также было показано оружие, которое позволило бы парашютистам удачно выполнить операцию — для уничтожения крепостных орудий было решено использовать 50-килограммовые, в то время секретные, кумулятивные заряды взрывчатки. Наступление должно было стать первой стратегической воздушной операцией в истории.

## Силы сторон

### Бельгийские войска

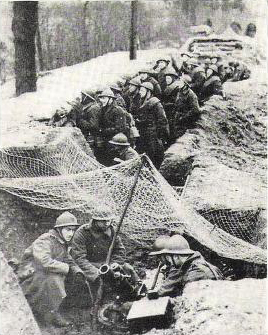
Бельгийские солдаты в траншее, около 1940

Бельгия могла мобилизовать 22 дивизии, на вооружении которых имелось 1338 артиллерийских орудий. Оснащённость вооружённых сил современными танками была крайне низкая (танков AMC 35, например, было лишь 10 единиц). Основной боевой единицей бельгийских бронетанковых соединений стала противотанковая САУ Т-13 (имелись и танковые модификации). Т-13 модификаций B1/B2/B3 на начало Бельгийской кампании в танковых частях насчитывалось 200 единиц. Хотя к этому времени Т-13 несколько устарели, списывать их со счетов было нельзя, так как они были вооружены отличной 47-мм противотанковой пушкой. Кроме Т-13 на вооружении бельгийской армии находилось 42 бронированных Т-15, представлявших собой танкетки, вооружённые крупнокалиберным пулемётом (калибр 13,2 мм). Стандартным противотанковым орудием (ПТО) в пехотных частях была 47-мм противотанковая пушка (47 mm FRC), уверенно поражавшая любые типы танков вермахта, существовавшие на то время. Эти ПТО были лучше, чем 25-мм и 37-мм орудия, состоявшие на вооружении у Франции и Германии соответственно. Бельгия начала мобилизацию 25 августа 1939 года, и к маю 1940 года было мобилизовано 18 пехотных дивизий, 2 дивизии Арденнских егерей (частично моторизованные) и 2 моторизованные кавалерийские дивизии. Общая численность войск составила около 600 000 человек. 900 000 человек оставались в резерве. Вооружённым силам не хватало бронетехники и зенитных орудий. После завершения мобилизации бельгийская армия насчитывала 5 армейских корпусов и 2 резервных армейских корпуса, в которые входили 12 пехотных дивизий, 6 резервных пехотных дивизий, 2 дивизии Арденнских егерей и 1 бригада велосипедистов-пограничников. Кроме того, имелся кавалерийский корпус, состоявший из двух дивизий, и одна бригада моторизованной кавалерии. Армия также включала 2 полка зенитной артиллерии, 4 артиллерийских полка, гарнизоны крепостей, подразделения связи и сапёров.
Бельгийский военно-морской флот был воссоздан в 1939 году. Большая часть торгового флота (около 100 судов) избежала захвата немцами в Первую мировую. Согласно условиям бельгийско-британского соглашения, ВМФ (3350 моряков и членов экипажа) передавался под британский контроль на время военных действий. Генеральная штаб-квартира Адмиралтейства находилась в Остенде под командованием майора Генри Декарпентри. 1-я морская дивизия была размещена в Остенде, 2-я и 3-я дивизии расположили в Зебрюгге и Антверпене.

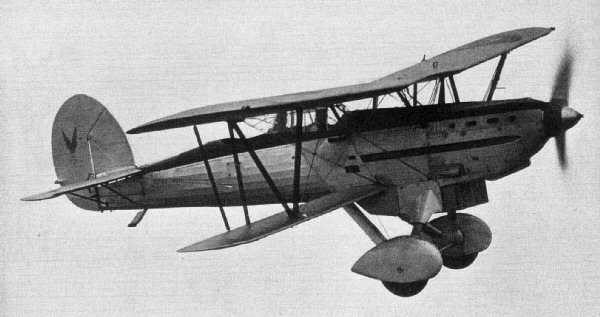
Лёгкий бомбардировщик Fairey Fox бельгийских ВВС

Военно-воздушные силы (AéMI) только начинали модернизировать авиапарк. Закупались истребители Брюстер F2A «Буффало», Фиат CR.42 Фалько, «Хоукер Харрикейн», учебно-тренировочные Кулховен F.K.56, лёгкие бомбардировщики «Фэйри Бэттл», Caproni Ca.312 и разведывательные истребители Caproni Ca.335, однако к началу боевых действий в наличии были только «Фиаты», «Харрикейны» и «Бэттлы». Поэтому, в условиях нехватки современных типов боевых самолётов, продолжалось использование старых многоцелевых самолётов Fairey Fox.
К началу войны с Германией у Бельгии было 250 боевых самолётов, в том числе 90 истребителей, 12 бомбардировщиков и 12 самолётов-разведчиков. Только 50 из них можно было назвать современными и отвечающими требованиям современной войны. С учётом мобилизации лёгких и транспортных самолётов общее число ВВС Бельгии могло быть увеличено до 377 машин, однако, по состоянию на 10 мая 1940 года, из них исправными были только 118 (78 истребителей и 40 бомбардировщиков).
В 1938 году командующим ВВС Бельгии стал Пол Гирно. Он сформировал 3 авиаполка: первый состоял из 60, второй — из 53 и третий — из 79 самолётов.

### Французские войска

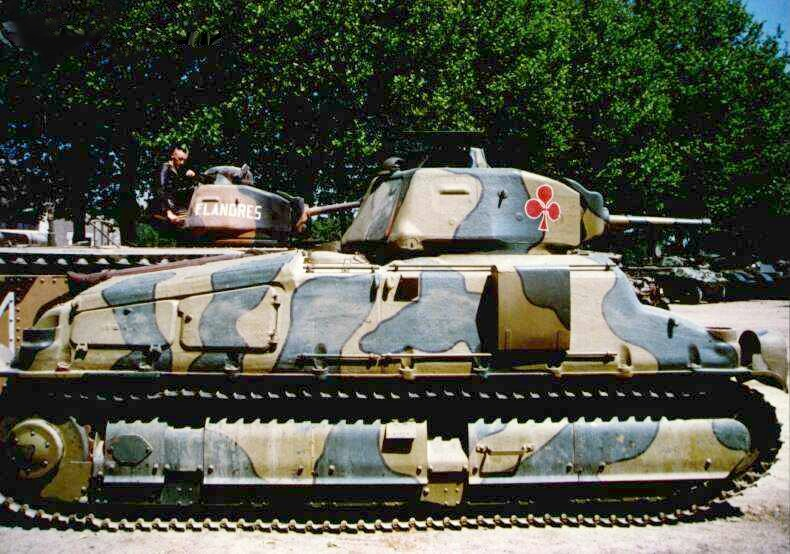
Танк Somua S35, считался одним из самых современных на вооружении у французской армии

Бельгийцы получили существенную помощь со стороны французской армии. В 1-ю французскую армию входил кавалерийский корпус генерала Рене Приу. Корпус состоял из 2-й и 3-й лёгких механизированных дивизий (Division Légère Mécanique или DLM), которых выделили для защиты района Жамблу. Подразделения имели в своём составе 176 средних танков Somua S35 и 239 лёгких Hotchkiss H35. Данные танки превосходили немецкие как по броне, так и по огневой мощи. 3-я лёгкая механизированная дивизия насчитывала 90 S35 и около 140 H35.
7-ю французскую армию выделили для защиты большей части северного фронта союзников. В её состав входили 1-я лёгкая механизированная дивизия, а также 25-я и 9-я пехотные моторизованные дивизии. Эти силы должны были продвигаться в направлении Бреды (Нидерланды).
Третьей французской армией, которая должна была участвовать в боевых действиях на территории Бельгии, была 9-я армия. Она была слабее, чем 7-я и 1-я армии. В составе 9-й армии помимо пехотных и кавалерийских была только одна моторизованная дивизия (5-я). Её задача заключалась в защите южного фланга союзнических армий южнее реки Самбры и к северу от Седана. Дальше на юге во Франции стояла французская 2-я армия, которая защищала франко-бельгийскую границу между Седаном и Монмеди. Таким образом, две наиболее слабых французских армии защищали район главного удара немцев.

### Британские войска
Британцы, по сравнению со своими союзниками, выделили для защиты Бельгии самые слабые силы. Первоначально Британские экспедиционные силы под командованием генерала лорда Горта насчитывали 152 000 человек в двух корпусах, по две дивизии в каждом. Было запланировано мобилизовать четыре корпуса, сведённых в две армии, но эти планы не были осуществлены. 1-м корпусом командовал генерал-лейтенант Джон Дилл, позже генерал-лейтенант Майкл Баркер, которого в свою очередь заменил генерал-майор Гарольд Александер. Генерал-лейтенант Алан Брук командовал 2-м корпусом. Позже к группировке присоединился 3-й корпус под командованием генерал-лейтенанта Рональда Адама. Воздушную поддержку должна была обеспечить Ударная группа передового базирования Королевских ВВС (RAF Advanced Air Striking Force, AASF) под командованием вице-маршала авиацииПатрика Плэйфайра, она насчитывала 9392 человека. К маю 1940 года британские силы выросли до 394 165 человек. Из них более 150 000 человек несли тыловую службу и имели слабую военную подготовку. На 10 мая 1940 года насчитывалось всего 10 дивизий (не все в полном составе), 1280 артиллерийских орудий и 310 танков.

### Германские войска
Группой армий «Б» командовал Федор фон Бок. Для вторжения в Нидерланды и Бельгию ему было выделено 26 пехотных и 3 танковые дивизии. Из 3 танковых дивизий 3-я и 4-я должны были действовать в Бельгии в составе 16-го корпуса 6-й армии. После боёв в Нидерландах 9-я танковая дивизия должна была поддержать продвижение в Бельгии и охватывать северный фланг вместе с 18-й армией.
В составе группы армий «Б» имелось 808 танков, среди которых 282 PzKpfw I, 288 PzKpfw II, 123 PzKpfw III и 66 PzKpfw IV, а также 49 командирских танков. Танковые полки 3-й танковой дивизии насчитывали 117 PzKpfw I, 129 PzKpfw II, 42 PzKpfw III, 26 PzKpfw IV и 27 командирских танков. 4-я танковая дивизия насчитывала 135 PzKpfw I, 105 PzKpfw II, 40 PzKpfw III, 24 PzKpfw IV и 10 командирских танков. 9-я танковая дивизия, которая должна была наступать на Нидерланды, была слабее остальных: её танковый парк состоял лишь из 30 PzKpfw I, 54 PzKpfw II, 41 PzKpfw III, 16 PzKpfw IV и 12 командирских танков.
Из подразделений 7-й воздушной и 22-й воздушно-десантной дивизий в ноябре 1939 года для захвата Эбен-Эмаля был сформирован «штурмовой отряд Коха» («Sturmabteilung Koch»). Преимущественно он состоял из парашютистов 1-го парашютного полка, инженеров 7-й воздушной дивизии и небольшой группы пилотов люфтваффе.
Для наступления на Нижние Земли было выделено 1815 боевых самолётов, 487 транспортных и 50 планеров. Первые удары с воздуха должны были наноситься 4-м авиакорпусом под командованием оберстгенерала Альфреда Келлера, в который входили эскадры Lehrgeschwader 1, Kampfgeschwader 30 и Kampfgeschwader 27. На 10 мая у Келлера насчитывалось 363 самолёта (в том числе 224 исправных). Келлеру оказывал поддержку 8-й авиакорпус под командованием Вольфрама фон Рихтгофена с 550 самолётами (420 исправных). Истребительное прикрытие обеспечивал полковник Курт-Бертрам фон Дюринг, руководивший «истребительным командованием 2» (Jagdfliegerführer 2), которое насчитывало 462 самолёта (313 исправных).
Штаб 4-го авиакорпуса Келлера должен был действовать из Дюссельдорфа. Kampfgeschwader 30 базировался в Ольденбурге, его 3-я группа базировалась в Марксе. Поддержка осуществлялась фон Рихтгофеном и Дюрингом из нынешней области Северный Рейн-Вестфалия и баз в Гревеброхе, Мёнхенгладбахе, Дортмунде и Эссене.

## Битва

### Операции люфтваффе: 10 мая
Вечером 9 мая военный атташе Бельгии в Берлине передал, что немцы нападут на следующий день. Вскоре на границе были замечены передвижения войск и подготовка к атаке. В 00:10 10 мая 1940 года Генеральный штаб подал сигнал тревоги, а с 01:30 ночи была объявлена полная боевая готовность. Бельгийские силы заняли свои позиции, южная граница Бельгии была открыта и армии союзников утром 10 мая начали выполнять план «Диль». Король Леопольд уехал в штаб-квартиру недалеко от Антверпена, в Бреендонке.
Первыми боевые действия начали подразделения люфтваффе. Их первоначальной задачей являлся захват превосходства в воздухе и уничтожение военно-воздушных сил Бельгии. Около 4:00 утра были проведены первые налёты на аэродромы и коммуникации. Несмотря на подавляющее численное превосходство германской авиации (1375 самолётов, 957 исправных), в первый день воздушная кампания имела ограниченный успех, однако бельгийские ВВС, насчитывавшие только 179 самолётов, всё равно понесли тяжелейшие потери.
Наибольшего успеха добились подчинённые Рихтгофена, в особенности 77-я эскадра (Kampfgeschwader 77) под командованием полковника д-ра Йохана-Фолькмара Фиссера, чьи тесные связи с 8-м авиакорпусом отметил генерал-майор Вильгельм Шпейдель. По его словам, «это был результат хорошо известного стремления командира вести войну, как будто дело касалось его лично». KG 77 Фиссера при поддержке KG 54 разрушили основные аэродромы бельгийцев. Истребители 27-й истребительной эскадры уничтожили две бельгийских эскадрильи под Нерхеспеном. Крыло I./StG2 уничтожило 9 из 15 истребителей Fiat CR. 42 под Брюстемом. В районе Шаффен-Дист 3 истребителя Hawker Hurricane были уничтожены и 6 повреждены, когда волна Heinkel He 111 застала их перед взлетом. Ещё 2 самолёта были уничтожены в разрушенных ангарах. На аэродроме в Нивеле было уничтожено 13 Fiat CR.42. KG 27 уничтожили 8 самолётов под Бельселе.
Бои в воздухе также велись с явным преимуществом одной стороны. Два He 111, два Do 17 и 3 Bf 109 были сбиты несколькими «Гладиаторами» и «Харрикейнами». С противоположной стороны 1-й, 21-й и 27-й истребительными эскадрами были уничтожены 8 бельгийских Gladiator, 5 Fairey Foxs и 1 Fiat CR. 42. Эскадрилья № 18 Британской королевской авиации послала 2 Bristol Blenheim на бельгийский фронт, но оба были сбиты. К концу 10 мая, по официальным немецким данным, бельгийцы потеряли 30 самолётов на земле и 14 — в воздухе (плюс 2 самолёта британских ВВС), немцы же — всего 10. Однако, вполне вероятно, что это неполные данные. Всего было уничтожено 83 бельгийские машины. В первые 6 дней боевых действий авиация Бельгии совершила 146 самолёто-вылетов. Далее, с 16 по 28 мая, ей было совершено всего 77 вылетов.

### 10—11 мая: битва у границы

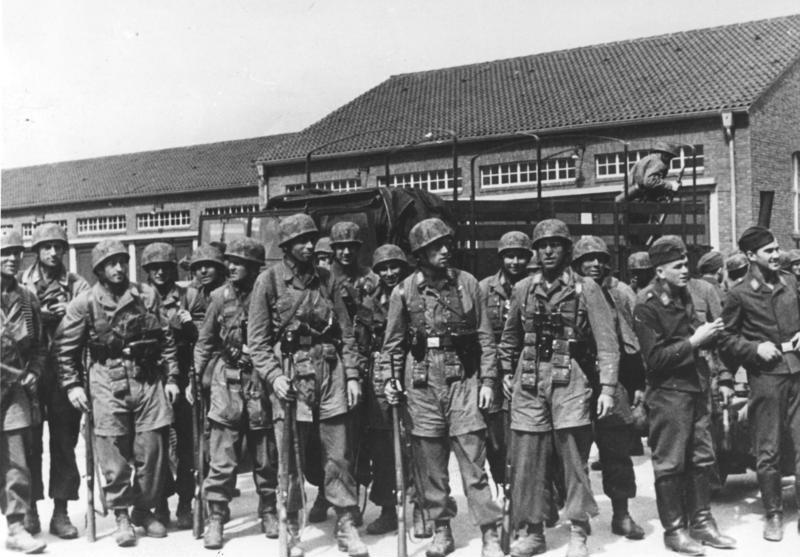
Победа в Эбен-Эмале: десантники Коха

Бельгия возлагала большие надежды на форт Эбен-Эмаль. Германское верховное командование также признавало стратегическое значение форта и поэтому ещё за год до начала военных действий против Бельгии разработало план военно-воздушной операции по захвату и нейтрализации форта. 10 мая 1940 года подразделения немецких десантников с помощью планёров были высажены на территории форта Эбен-Эмаль. Затем, используя кумулятивные заряды, они стали планомерно уничтожать казематы форта, подавляя очаги сопротивления с помощью огнемётов, гранат и автоматического оружия.
В этом сражении немцы за 24 часа сломили сопротивление 7-й пехотной дивизии 1-го Бельгийского корпуса. Выведение из строя артиллерии Эбен-Эмаля позволило пехотным и танковым частям 18-й армии вермахта оперативно и почти без помех продвинуться вперёд. Более того, вермахт занял стратегически важный плацдарм на берегу Альберт-канала, до которого англичане смогли бы добраться только через 48 часов.

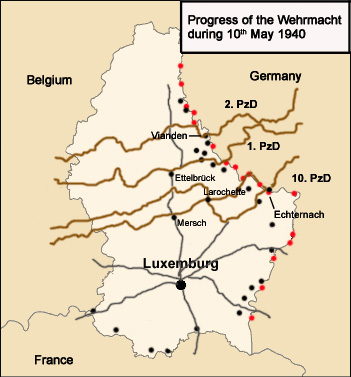
Операция «Ниви» разработана для упрощения продвижения танковых войск через Люксембург и Бельгию

Далее были проведены немецкие воздушные операции в Люксембурге, захвачены 5 переправ и путей сообщения, ведущих в центральную Бельгию. Наступление проводили 125 добровольцев из 34-й пехотной дивизии под командованием Вайнера Гейдриха. Воздушная транспортировка была осуществлена с помощью Fieseler Fi 156 Storch. Было потеряно 5 самолётов и 30 человек убитыми.
Когда форт Эбен-Эмаль пал, над бельгийскими 4-й и 7-й пехотными дивизиями нависла угроза сражения на относительно ровной (танкодоступной) местности. 7-я дивизия с её 2-м и 18-м гренадёрскими, а также 2-м карабинерским полками упорно оборонялась, пытаясь удержать свои позиции и задержать немцев на западном берегу реки. Бельгийские подразделения несколько раз контратаковали, в Бригдене им удалось захватить мост и взорвать его, но во Врунховене и Вельдвезельте немцам удалось создать сильные предмостные плацдармы, и они отбили атаку.
Мало известно о десантной операции «Ниви», которая была проведена 10 мая на юге Бельгии. 3-й батальон дивизии «Великая Германия» на самолётах Fieseler Fi 156 Storch (первоначально хотели использовать Junkers Ju 52, но Fi 156 Storch оказался удобней) был заброшен в Ниву (коммуна) и Витри (часть Леглиза). Он очищал пути для 1-й и 2-й танковых дивизий, которые двигались через бельгийско-люксембургские Арденны. Миссия заключалась в том, чтобы:
- отрезать коммуникации и линии сообщения на дорогах Нёфшато — Бастонь (в Нёфшато находился тогда крупнейший мост южной Бельгии);
- не допустить подхода резервов из округа Нёфшато;
- содействовать захвату бельгийских ДОТов и общему наступлению, оказывая давление на приграничную линию ДОТов с тыла.[73].

Немецкая пехота завязла в бою с несколькими бельгийскими патрулями на танкетках T-15. Было отражено несколько бельгийских контратак, в том числе с участием 1-й дивизии Арденнских егерей. Оставшись без поддержки, немцы вечером столкнулись с контратакой частей 5-й французской кавдивизии, которую направил генерал 2-й армии Шарль Хюнтцигер, и были вынуждены отступить. Французы, однако, не стали преследовать отступающие немецкие части и остановились. На следующее утро немецкая 2-я танковая дивизия заняла этот район, и её миссия, в основном, была выполнена. С немецкой точки зрения, операция скорее помешала, чем помогла танковому корпусу Гейнца Гудериана. Хотя дивизия блокировала дороги и, несмотря ни на что, не пропустила французское подкрепление, двигавшееся к бельгийско-франко-люксембургской границе, она также уничтожила бельгийские телефонные коммуникации, чем непреднамеренно помешала бельгийскому полевому командованию отозвать свои войска от границы. В результате бельгийская пехота не получила сигнал к отступлению и продолжала бои с танковым корпусом Гудериана, задерживая его продвижение.
Неспособность франко-бельгийских сил удержать Арденны стала роковой. Бельгийцы отступили в сторону, разрушив и блокировав дороги, что создало помехи подразделениям 2-й французской армии, которые продвигались к Намюру и Юи. С другой стороны, сапёры вермахта, видя, что сопротивление отсутствует, легко ликвидировали эти препятствия. При этом Арденнские егеря, считавшиеся элитным формированием, могли серьёзно замедлить продвижение немцев, что подтвердил бой у Боданжа, где 1-я танковая дивизия была задержана в общей сложности на 8 часов. Как было сказано выше, битва произошла вопреки планам бельгийского командования, из-за того, что были разрушены линии связи.

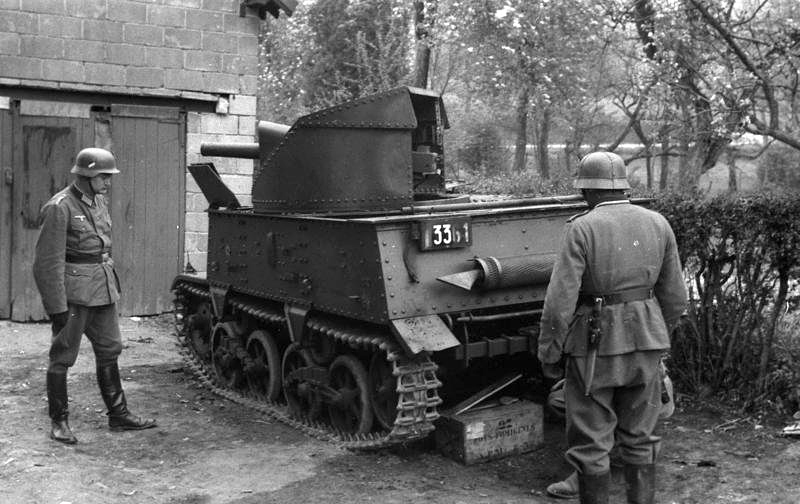
Немецкие солдаты у брошенной бельгийской САУ Т. 13B3. Май 1940 г.

Между тем бельгийцы, не сумев стабилизировать фронт в центральном секторе наземными атаками, попытались разбомбить мосты и позиции, захваченные и удержанные немцами к 11 мая. Бельгийские бомбардировщики «Фэйри Бэттл» из 5/III/3 (5-й эскадрильи, III группы, 3-го полка) при поддержке шести истребителей Gloster Gladiator атаковали мосты через Альберт-канал. Они были перехвачены Bf.109 из 1-й и 27-й истребительных эскадр (I/JG 1 и I/JG 27). Пилоты JG 1 сбили четыре «Гладиатора», оба подразделения уничтожили шесть «Фэйри Бэттл» и серьёзно повредили оставшиеся три. Восемь CR.42 успели эвакуировать из Синт-Трёйден в Гримберген, что неподалёку от Брюсселя, однако семь «Гладиаторов» и последние оставшиеся «Харрикейны» эскадрильи 2/I/2 были уничтожены на авиационной базе Бовешен немецкими истребителями He 111 и JG 27. Королевские ВВС также приняли участие в атаках на мосты. Для этой цели британцы направили Bristol Blenheim из 110-й и 21-й эскадрилий. 110-я эскадрилья потеряла два самолёта, один из них от действий JG 27. Большинство бомбардировщиков 21-й эскадрильи получили повреждения от интенсивного зенитного огня. Французские ВВС отправили бомбардировщики LeO 451 из GBI/12 и GBII/12 при поддержке 18-ти истребителей Morane-Saulnier MS.406 из GCIII/3 и GCII/6. Операция потерпела неудачу, один бомбардировщик был потерян, четыре M.S.406 были сбиты огнем JG 1. 114-я эскадрилья Королевских ВВС потеряла шесть Blenheim в результате налета немецких бомбардировщиков Dornier Do 17 из KG 2 на аэродром около Вро. Ещё один «Фэйри Бэттл» был потерян 150-й эскадрильей в другом налёте.
В воздушных боях среди немцев лидировала эскадра JG 26 под командованием Ганса-Хуго Витта. На счету эскадры было 82 заявки на победу в воздушных боях 11-13 мая. Несмотря на очевидный успех немецких истребителей, потери несли обе стороны. Утром 11 мая 10 пикирующих бомбардировщиков Ю-87 из эскадры SG 2 были сбиты, атакуя бельгийские силы между Намюром и Динаном, несмотря на присутствие истребителей из JG 27 и JG 57 . Тем не менее, к 13 мая немцы доложили командованию, что сопротивление авиации союзников в северной Бельгии ослабло.
В ночь на 11 мая 3-я британская пехотная дивизия под командованием Бернарда Монтгомери достигла своей позиции на р. Диль (в Лёвене). 10-я пехотная дивизия Бельгии, занимающая регион, решила, что это немецкие парашютисты, и открыла огонь. Разобравшись в чём дело, бельгийцы всё равно отказались уступать британским силам позиции. Командующий 2-м британским корпусом Алан Брук направился к королю Леопольду, чтобы урегулировать этот вопрос или достичь компромисса. Вмешался военный советник короля Вар ван Оверстратен, заявивший, что 10-ю пехотную дивизию переместить нельзя. Англичанам предложили сместиться южнее и держаться в стороне от Брюсселя. Брук сообщил королю, что 10-я бельгийская дивизия находится не на той стороне линии Гамелена, но Леопольд предпочёл прислушаться к советам своего советника и начальника штаба. Также Брук обнаружил, что Оверстратен не осведомлён о текущей ситуации и диспозиции британских сил. Левый фланг британцев опирался на бельгийские войска, но они теперь сомневались в военных возможностях бельгийцев, так как противотанковая оборона по линии «Диль» на промежутке Намюр — Перве была слабой и этот промежуток был плохо защищён естественными преградами. Лишь за несколько дней до начала атаки Генеральный штаб обнаружил, что бельгийцы расположили свои противотанковые препятствия (заграждения Куанте) между Намюром и Перве в нескольких милях дальше к востоку от линии «Диль».
После 36-часовой обороны западного берега Альберт-канала части 4-й и 7-й бельгийских пехотных дивизий отступили. Захват Эбен-Эмаля открыл путь для танковых частей 6-й армии Германии. Немцы продвинулись дальше Тонгерена и теперь могли двигаться на юг в сторону Намюра, что угрожало окружением всех позиций у Альберт-канала и Льежа. Ввиду этого вечером 11 мая бельгийское командование отвело свои силы за линию Намюр — Антверпен. На следующий день 1-я французская армия прибыла в Жамблу, чтобы закрыть «разрыв Жамблу». Этот участок представлял собой ровную местность, лишённую окопов и укреплённых позиций.
7-я французская армия на северном фланге прикрыла линию Брюгге — Гент — Остенде и взяла под охрану порты Ла-Манша. Армия стремительно продвигалась через Бельгию и Нидерланды, достигнув к 11 мая Бреды. Однако немецкие парашютисты захватили мост через Холландс-Дип в Мурдейке, что к югу от Роттердама, лишив французов возможности соединиться с голландской армией. Голландцы отступили на север, к Роттердаму и Амстердаму. Тогда 7-я французская армия повернула на восток и столкнулась с 9-й танковой дивизией вермахта в 20 километрах к востоку от Бреды в Тилбурге. Сражение закончилось отступлением французов к Антверпену под штурмовыми налётами люфтваффе. В дальнейшем, они оказали существенную поддержку бельгийцам в обороне города. Люфтваффе уделяли первостепенное значение атаке на передовые части французской 7-й армии в Нидерландах, поскольку они угрожали плацдарму у Мурдейка. KG 40 и KG 54 при поддержке Ju 87 8-го авиакорпуса помогли отбросить французов. Опасения по поводу переброски подкреплений союзников к Антверпену заставили люфтваффе перекрыть эстуарий Шельды. KG 30 потопила 2 голландские канонерские лодки и 3 эсминца, также повредила 2 эсминца ВМФ Британии. Несмотря на это, бомбардировки имели ограниченный эффект.

### 12—14 мая: битва в центральной Бельгии
В ночь с 11 на 12 мая бельгийцы отошли к линии Диль, прикрываясь системой разрушений и действиями арьергардов по обеим сторонам от Тонгерена. В первой половине дня 12 мая король Леопольд III, генерал ван Оверстратен, Эдуар Даладье, генерал Жорж (командующий 1-й группы армий союзников, состоящей из БЭС, 1-й, 2-й, 7-й и 9-й армий), генерал Гастон Бийот (координатор союзнических армий) и генерал Генри Паунелл провели военную конференцию в окрестностях Монса. Было принято решение, что бельгийская армия будет защищать линию Антверпен — Лёвен, а союзники возьмут на себя север и юг страны.
3-й бельгийский корпус и его 2-я и 3-я пехотные дивизии, а также 1-я дивизия Арденнских егерей оставили укрепления Льежа, чтобы избежать окружения. Льежский крепостной полк был оставлен в крепости, чтобы затруднить вермахту восстановление коммуникаций. Далее к югу укреплённый район Намюр занимали 5-я пехотная дивизия 6-го корпуса, 2-я дивизия Арденнских егерей и 12-я французская дивизия, задачей которых было вести сдерживающие действия и производить обширные разрушения. Таким образом, бельгийцы выполнили возложенную на них миссию и продержались на линии Льеж — Альберт-канал достаточно времени, чтобы союзнические силы заняли позиции по линии Антверпен — Намюр — Живе. Далее они должны были действовать в соответствии с общим планом союзников.
Часть бельгийских сил сражалась в арьергардных боях, пока остальные усиленно работали на линии Диль, чтобы организовать оборону участка Лёвен — Антверпен. Два полка 2-й бельгийской кавдивизии прикрывали отступление своих 4-й и 7-й пехотных дивизий, особенно отличившись в боях за Тинен и Хален. В поддержку бельгийских сил в этих боях французские и Королевские ВВС провели воздушную операцию в районах Тирлемон и Лувен. Ударно-наступательные силы Королевских ВВС ввели в бой 3-ю, 504-ю, 79-ю, 57-ю, 59-ю, 85-ю, 87-ю, 605-ю и 242-ю эскадры. Бои велись с немецкими Jagdgeschwader 1, 2, 26, 27 и 3. Также были столкновения с Messerschmitt Bf 110s от Zerstörergeschwader 26 (ZG 26), бомбардировщиками от Lehrgeschwader 1, 2 и Kampfgeschwader 27. После поражений на Альберт-канале и отступления на главную оборонительную линию король Леопольд обратился с воззванием к народу, чтобы улучшить моральное состояние армии:

Солдаты Бельгийской армии, вы были атакованы внезапно напавшим врагом и боретесь с силами, которые лучше оснащены и имеют грозный военно-воздушный флот. Уже в течение 3-х дней проводятся сложные операции, успех которых будет иметь исключительно важное значение для всей кампании и результата войны. Эти операции требуют от всех нас — солдат и офицеров — огромных усилий. Надо держаться день и ночь, несмотря на моральное напряжение, доведённое до предела опустошениями, которые производит безжалостный противник. Однако, какими бы тяжёлыми ни были испытания, вы пройдете через них храбро.
Наши силы крепнут с каждым часом; смыкаются наши ряды. В эти критические дни вы, несомненно, приложите все свои силы, пожертвуете всем, чтобы остановить вторжение.
Так же, как и в 1914 году на Изере, французские и британские войска рассчитывают на вас: безопасность и честь страны находится в ваших руках.
Леопольд.— 

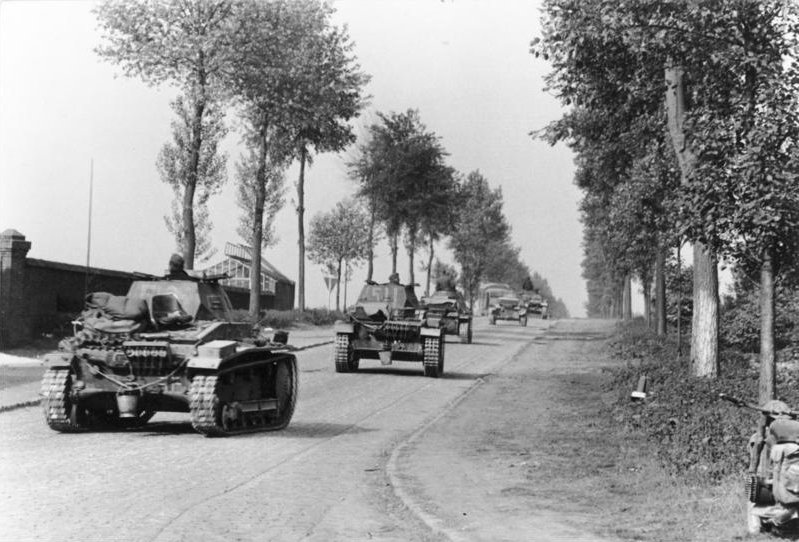
Немецкая танковая колонна в Бельгии, май 1940

Видя, что бельгийцы не смогли удержаться на восточной границе, союзники были разочарованы. Они полагали, что те устоят ещё 2 недели. Главы штабов союзников стремились не вступать в бой без тыловой линии долговременных укреплений, на которую можно было бы отступить, и надеялись, что бельгийское сопротивление будет продолжаться достаточно долго, чтобы можно было эти укрепления построить. Тем не менее, краткое затишье на линии Диль 11 мая позволило союзным армиям заблаговременно занять позиции накануне основной атаки, которая последовала на следующий день. Союзная кавалерия занимала позиции, пехота и артиллерия двигались медленнее, по железной дороге. 1-я группа армий союзников совместно с бельгийской армией превосходили по численности и огневой мощи 6-ю немецкую армию Рейхенау, хотя и не подозревали об этом.
Утром 12 мая под давлением бельгийцев британские и французские ВВС произвели несколько авиаударов по захваченным немцами Маастрихту и мостам через Маас, чтобы предотвратить продвижение немецких войск в Бельгию. С 10 мая союзниками было совершено 74 вылета. 12 мая 11 из 18 французских бомбардировщиков Breguet 693 были сбиты. Ударная группа передового базирования Королевских ВВС (RAF Advanced Air Striking Force, AASF), которая имела самую многочисленную среди союзников группировку бомбардировщиков, к 12 мая сократилась со 135 до 72 самолётов. В течение следующих 24 часов миссия была отложена, так как зенитный огонь и истребительное прикрытие были слишком сильны.
Результаты бомбардировки трудно определить. В сводке на 20:00 14 мая 19-й немецкий корпус так прокомментировал эту ситуацию:

Наведение военного моста в Доншери ещё не завершено из-за ударов тяжёлой артиллерии с флангов и длительных воздушных атак… В течение дня все 3 дивизии подвергались постоянным воздушным атакам — особенно на перекрёстках дорог и у мостов. Истребительное прикрытие было недостаточным. Наши требования [истребителей для прикрытия] по-прежнему не удовлетворены.

Донесения люфтваффе свидетельствовали об «активной деятельности истребителей врага, которая особенно препятствует нашей ближайшей разведке». Тем не менее, бомбардировщики Королевских ВВС были недостаточно защищены от немецких атак в целевом районе. Из 109 Fairey Battle и Bristol Blenheim, которые наносили удары по колоннам и коммуникациям противника в районе Седана, 45 были потеряны. 15 мая бомбардировки в дневное время суток были значительно сокращены. Из посланных 23 самолётов не вернулись 4. Аналогично, благодаря присутствию истребителей союзников, в донесениях 19-го корпуса вермахта отметили: «корпус больше не располагает самолётами-разведчиками дальнего действия… [Разведэскадрильи] больше не в состоянии выполнять энергичную, обширную разведку, так как из-за потерь более половины самолётов неисправны».

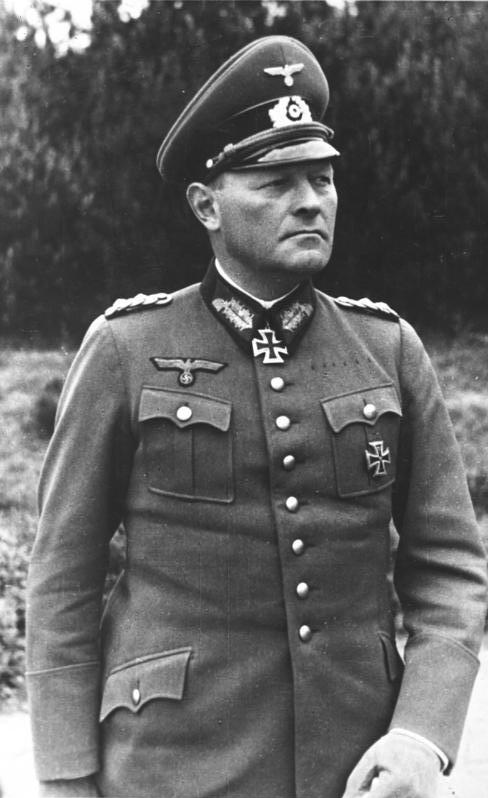
Эрих Гёпнер, снимок 1939 г.

Наиболее серьёзные бои развернулись 12 мая в окрестностях Анню. В то время, как немецкие передовые части группы армий «А» продвигались в Арденнах, 9-я армия из группы армий «Б» начала наступательную операцию в районе Жамблу. Жамблу располагался на бельгийской равнине; это был неукреплённый, лишённый окопов участок основной бельгийской оборонительной линии. Он начинался на южной оконечности линии Диль и простирался от Вавра на севере до Намюра на юге (20—30 км шириной). После захвата Маастрихтского выступа и капитуляции Льежского гарнизона, что вынудило отступить 1-й бельгийский корпус, 16-й моторизованный корпус 6-й армии под командованием Эриха Гёпнера силами 3-й и 4-й танковых дивизий начал наступать в район, где французы ошибочно ожидали главный немецкий удар.
Район Жамблу защищала 1-я французская армия в составе шести элитных дивизий, включая 2-ю и 3-ю легкую механизированную дивизии. Кавкорпус Рене Приу должен был продвинуться на 30 км восточнее основной линии обороны, чтобы прикрыть выдвижение основных сил. 1-я и 2-я французские танковые дивизии (Division Cuirassée de Réserve или DCR) двигались за 1-й французской армией, защищая её тылы. Кавкорпус Приу был аналогом танкового корпуса немцев; он должен был занять линию Тинен — Анню — Юи. По плану, корпус должен был задержать продвижение немцев к Жамблу и Анню, пока основные силы 1-й армии не достигнут Жамблу и не окопаются.
Танковый корпус Гёпнера и корпус Приу вступили во встречный бой около Анню. Вопреки распространённому мнению, немцы не имели подавляющего численного превосходства. Часто в поддержку ошибочной точки зрения приводятся следующие цифры: 623 немецких и 415 французских танков; немецкие 3-я и 4-я танковые дивизии насчитывали 280 и 343 танка соответственно, 2-я и 3-я французские дивизии DLM располагали 176 Somua и 239 Hotchkiss H35. Но к этому стоит добавить значительное число Renault AMR-ZT, которые имел кавалерийский корпус. С точки зрения вооружения этот танк был равен или даже превосходил Panzer I и II. Ещё большую угрозу немцам представляли 90 французских бронеавтомибилей Panhard 178. 25-мм пушка этого бронеавтомобиля могла пробить броню даже Panzer IV. Что касается техники, которая могла успешно участвовать в боях «танк против танка», то таковой у немцев было не так много: 73 Panzer III и 52 Panzer IV. У французов же было 176 Somua и 239 Hotchkiss H35. Основную массу танкового парка немцев составляли 486 Panzer I и II, которые имели сомнительную военную ценность, что доказывают потери в этих типах танков в Польской кампании.
С другой стороны, тактическое преимущество было на стороне Германии. Немцы общались по радио во время боя и поэтому могли неожиданно сместить место главного удара. Они также использовали тактику сочетания танков и других типов войск, в то время как французы до сих пор применяли жёсткую и линейную тактику танкового развёртывания, оставшуюся от Первой мировой войны. У французских танков не было радио, и командирам зачастую приходилось покидать машины, чтобы отдать приказ. Несмотря на недостатки своих танков, немецкие войска взяли верх утром 12 мая, окружив несколько французских батальонов. Боевая мощь 2-й лёгкой механизированной дивизии позволила французам сокрушить силы противника, прикрывавшие «котлы», и освободить свои силы из окружения. Вопреки немецким отчётам, в первый день французы вышли победителями, не дав вермахту пробиться к Жамблу и Анню. Результат первого дня сражения:

Положение немецких лёгких танков было катастрофическое. Всё французское оружие от 25 мм и выше пробивало 7—13 мм брони Panzer I. Panzer II держались несколько лучше, особенно те, которые были дополнительно бронированы после Польской кампании, где потери среди них были высоки. Отчаяние настолько овладевало экипажами этих танков, что некоторые прибегали к просто безумным действиям. Один источник говорит, что командир немецкого танка залез на французский Hotchkiss H-35, вероятно, чтобы с помощью молотка разбить перископы, но упал и его раздавили танки. К концу дня у Приу были основания заключить, что его танки превзошли гитлеровские. Поле битвы вокруг Анню было усеяно танками, преимущественно немецкими, подавляющее большинство которых составляли Panzer I и II.— 
13 мая французов погубила их плохая тактика. Они выставили танки в тонкую линию между Анню и Юи, не оставив сил в глубине. Такое развёртывание дало Гёпнеру возможность сосредоточить силы против 3-й механизированной дивизии и добиться прорыва обороны. Так как у французов не было резервов за линией фронта, они не могли контратаковать. 3-й бельгийский корпус, отступающий от Льежа через фронт корпуса Приу, предложил оказать поддержку, но командир 2-й французской механизированной дивизии отклонил это предложение. С 12 по 13 мая 2-я механизированная дивизия не понесла потерь, а вот 3-я лишилась 30 Somua и 75 Hotchkiss. Французы же уничтожили и подбили 160 немецких танков. Тем не менее, неудачное развёртывание войск в одну линию сыграло свою роль — из-за прорыва в одной точке французам пришлось оставить всё поле боя. Немцы починили 3/4 повреждённых танков: 49 были уничтожены, 111 — отремонтированы. Человеческие потери вермахта составили 60 человек погибшими и 80 — ранеными. Таким образом, в битве за Анню французы потеряли 105 танков, а немцы — 160. Приу выполнил свою тактическую задачу и отступил.

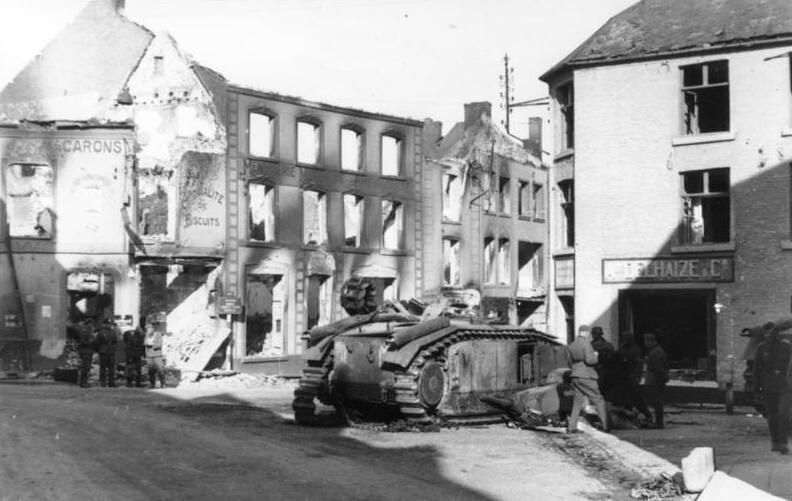
Уничтоженные французские танки в Бомоне 16 мая

Теперь Гёпнер преследовал отступающих французов. Не дожидаясь пехотных частей, он пошёл вперед самостоятельно. Он стремился постоянно теснить французов, чтобы не давать им организовать прочную линию обороны. Немецкие части преследовали противника до Жамблу. Там танковый корпус столкнулся с отступающими французскими колоннами и нанёс им тяжёлые потери. Эта атака создала серьёзные проблемы французской артиллерии: бой проходил на такой короткой дистанции, что была велика опасность попасть в своих. Тем не менее, французам удалось оборудовать новые противотанковые позиции. Гёпнер же, не имея пехотной поддержки, приказал атаковать в лоб. В сражении при Жамблу 14-15 мая две танковые дивизии вермахта понесли тяжёлые потери, и это вынудило их остановиться. Попытки гитлеровцев захватить Жамблу провалились.
Несмотря на тактические неудачи, стратегически немцы отвлекли 1-ю группу армий союзников из района нижних Арденн, что позволило произвести прорыв под Седаном. Одновременно с этим люфтваффе усиленно бомбило корпус Приу. Когда до Приу дошли известия о прорыве немцев под Седаном, он покинул Жамблу. Оборона участка была нарушена, и 3-я и 4-я немецкие танковые дивизии, которые уже не требовались группе армий «Б», были переданы группе «А». Группа «Б» продолжила своё наступление с целью обрушить фронт Союзников по реке Маас. Она имела возможность идти на запад, к Монсу, охватывая с фланга британские силы и бельгийскую армию, которые защищали сектор Диль — Брюссель или повернуть на юг для охвата французской 9-й армии.
В Анню и Жамблу немцы понесли тяжёлые потери. На 16 мая в 4-й танковой дивизии осталось 137 танков, в том числе всего 4 Panzer IV. Силы 3-й танковой дивизии снизились на 20—25 %, в то время как в 4-й порядка половины танков были непригодны для продолжения наступления. Повреждённые танки быстро ремонтировали, но пока боевая мощь танковых дивизий заметно снизилась. 1-я французская армия также была ослаблена и, несмотря на ряд тактических успехов, 15 мая была вынуждена отступить из-за неудач на других участках фронта, оставив повреждённые танки, в то время как немцы могли беспрепятственно ремонтировать свои.

### 15—21 мая: контратаки и отступление на побережье

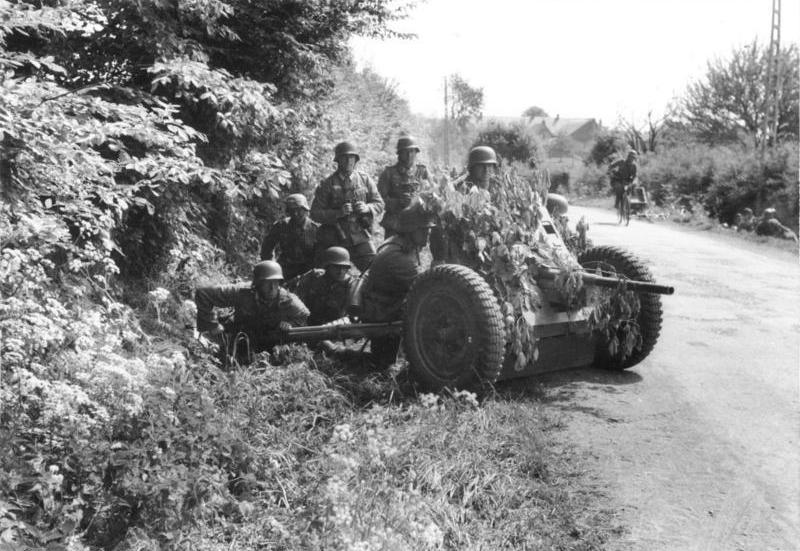
Расчёт немецкой 37-мм противотанковой пушки Pak 35/36 в Бельгии. Май 1940.

Утром 15 мая группа армий «А» под командованием Герда фон Рундштедта прорвалась под Седаном и теперь могла свободно двигаться к Ла-Маншу. Перед союзниками встал вопрос об отступлении из наметившегося окружения. Отход должен был проходить в 3 этапа: в ночь с 16 на 17 мая к реке Сенна, с 17 на 18 — к реке Дандр и, с 18 на 19, — к Шельде. Бельгийцы не желали сдавать Брюссель и Лёвен, тем более, что линия «Диль» легко выдерживала немецкий натиск. Однако в течение 16 мая британские экспедиционные силы, 1-я французская и бельгийская армии вынуждены были поочерёдно отходить, чтобы избежать обхода их южного фланга немецкими танковыми частями группы «А», шедшими через французские Арденны, и 6-й армией, наступающей через Жамблу. Армия Бельгии с 7-й французской армией и британскими силами продолжали сдерживать 14-ю армию противника на линии КВ. Бельгийцы были уверены, что если бы не разгром 2-й французской армии под Седаном, то они могли остановить бы немецкое наступление на этой линии.
Ситуация требовала от французов и британцев покинуть линию Антверпен — Намюр с её сильными укреплениями, чтобы занять импровизированные позиции за Шельдой, где вряд ли можно было оказать серьёзное сопротивление. На юге генерал Дефонтейн вместе с 7-м бельгийским корпусом отступил из района Намюра и Льежа. Льежский гарнизон продолжал оказывать упорное сопротивление 6-й немецкой армии. На севере 7-я армия после капитуляции Нидерландов 15 мая отошла к Антверпену, но затем поспешила на помощь 1-й армии. 15 мая не отступила только 3-я британская дивизия, удерживая сектор Лёвена. Англичане не слишком хотели отходить к Шельде.

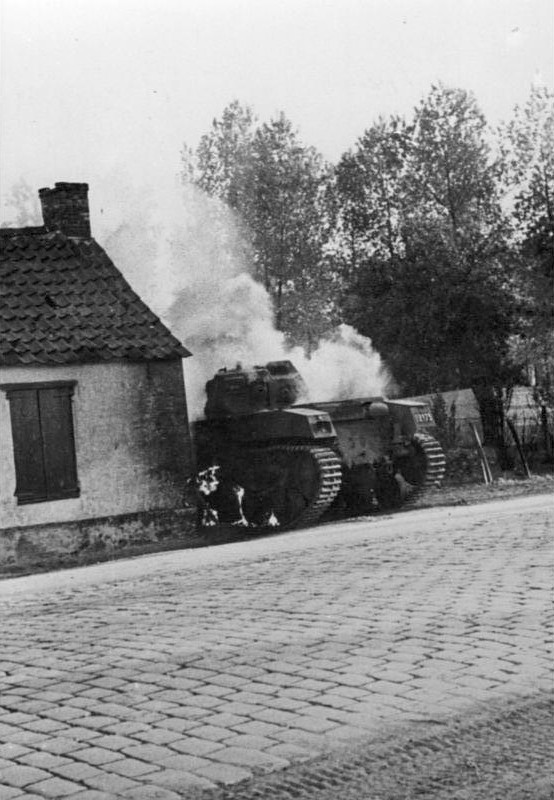
Подбитый бельгийский AMC 35 во время битвы за Антверпен, 19 мая 1940

Когда французская армия покинула северный сектор, бельгийцы остались защищать укреплённый район Антверпена. Четыре бельгийские пехотные дивизии (в том числе 13-я и 17-я резервные пехотные дивизии) противостояли 208-й, 225-й и 526-й немецким дивизиям 18-й армии. Бельгийцы успешно обороняли северную часть города, задерживая врага, но 16 мая начали отступление. Город пал 18/19 мая после ожесточённого сопротивления бельгийцев. 18 мая бельгийцы получили известие, что пал Намюрский форт Маршовелет, 19-го — Сюарле, 21-го — Сен-Эрибер и Малон, 23-го — Форт де Дав, Мезере и Андуа.
С 16 по 17 мая британцы и французы отступили за канал Виллебрук, в то время как основные союзные войска начали движение к танковым колоннам вермахта, прорвавшимся через Арденны. 1-й и 5-й бельгийский корпуса отступили к Гентскому плацдарму за Дандром и Шельдой. Бельгийский артиллерийский корпус при поддержке пехоты успешно отбивал атаки 18-й армии вермахта, и в коммюнике из Лондона британцы признали, что «бельгийская армия в значительной степени способствовала успеху оборонительного сражения». Тем не менее, превосходящим силам врага 17 мая был сдан Брюссель; правительство бежало в Остенде. На следующее утро командиру 16-го танкового корпуса Гёпнеру было приказано передать 3-ю и 4-ю танковые дивизии группе армий «А». Единственной танковой дивизией на бельгийском фронте осталась 9-я танковая дивизия 18-й армии.
19 мая немцы находились уже в нескольких часах езды от побережья канала. Горт обнаружил, что у французов не было ни плана, ни резервов — и крайне мало надежды остановить немецкое продвижение. Он был обеспокоен тем, что 1-я французская армия на его южном фланге превратилась в дезорганизованную массу. Французы были деморализованы возможностью выхода на их правый фланг (в Аррасе или Перонне) танковых частей вермахта, откуда те смогут захватить порты Кале и Булонь или атаковать фланг англичан с северо-запада. Поскольку положение британцев в Бельгии резко ухудшилось, обсуждалась возможность отступления к Остенде, Брюгге или Дюнкерку. Последний находился во Франции в 10-15 км от франко-бельгийской границы.
Предложение провести стратегическое отступление британских сил с материка было отклонено Правительством военного времени и главой Имперского Генерального штаба Эдмундом Айронсайдом. Штаб поручил Айронсайду информировать Горта об этом решении и доставить ему приказ начать наступление на юго-запад «невзирая ни на какие трудности», чтобы достичь «основных французских сил» на юге (в то время как сильнейшие части французов находились на севере). У бельгийской армии запросили, согласны ли они с планом прорыва или же предпочитают эвакуацию, с которой Британский флот поможет по мере сил. Британский кабинет министров решил, что даже если наступление на Сомме будет успешным, часть сил всё равно необходимо эвакуировать, и приказал адмиралу Рамси собрать побольше судов. Это стало началом Дюнкеркской операции. Айронсайд прибыл в Генштаб 20 мая в 6:00 утра. В тот же день сухопутные коммуникации между Францией и Бельгией были перерезаны немцами. Когда предложения Айронсайда стали известны Горту, он ответил, что атаковать невозможно. 7 из 9 его дивизий находились на Шельде, и даже если снять их с фронта, это создало бы разрыв между бельгийцами и британцами и угрозу окружения последних. БЭС провели 9 дней в постоянных маршах и боях, кончались боеприпасы. Основные усилия ожидались от французов на юге.

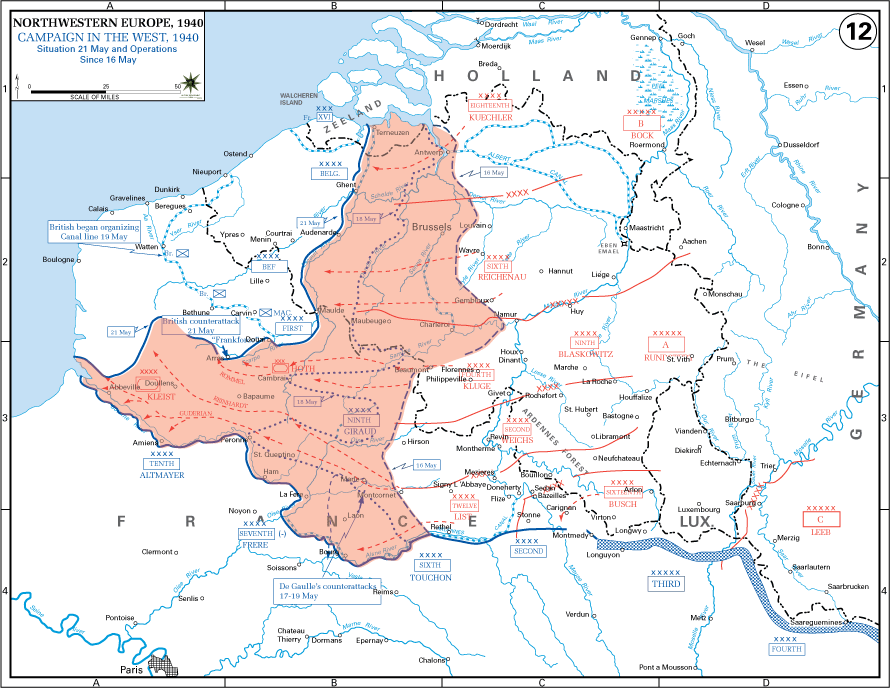
Продвижение немцев к Ла-Маншу 16-21 мая 1940 года

Бельгийскую позицию по отношению к любому наступлению выразил король Леопольд. По его мнению, бельгийская армия не могла наступать: ей не хватало танков и самолётов, она могла только обороняться. Король также дал понять, что на стремительно уменьшающейся неоккупированной территории страны провизии хватит только на 2 недели. Леопольд не рассчитывал, что британцы поставят под угрозу своё собственное положение, чтобы поддерживать контакт с бельгийской армией. Однако он предупредил их, что если южное наступление, по настоянию британцев, состоится, то бельгийская армия не выдержит натиска и будет разбита. Король предложил создать плацдарм вокруг Дюнкерка и бельгийских портов в Ла-Манше. Верх одержало мнение Айронсайда. Горт задействовал в атаке всего 2 пехотных и 1 танковый батальон из состава БЭС. Несмотря на первоначальный тактический успех, англичане не смогли пробить оборону гитлеровцев в битве при Аррасе 21 мая.
После этой неудачи бельгийцам предложили отступить к реке Изер, чтобы прикрыть союзнические фланг и тыл. Вар Оверстратен указал, что это невозможно: бельгийская армия распадётся. Тогда был предложен другой план наступления. Французы предложили бельгийцам отойти к реке Лис, а британцам — к французской границе между Молде и Аллюеном; бельгийцы должны были растянуть фронт, чтобы освободить части БЭС для атак, 1-я французская армия выделит ещё 2 дивизии правому флангу. Леопольд отказался проводить такие манёвры, потому что пришлось бы сдать почти всю оставшуюся территорию страны. Бельгийская армия была истощена, поставленная задача была технически чрезмерно сложна, и потребовалось бы слишком много времени, чтобы её выполнить.
Бельгийцы и британцы пришли к выводу, что французская армия потерпела поражение и, если не предпринять никаких действий, силы союзников будут уничтожены в мешке на франко-бельгийской границе. Англичане, разочаровавшись в союзниках, решили заняться спасением своих войск.

### 22—28 мая: последние оборонительные бои

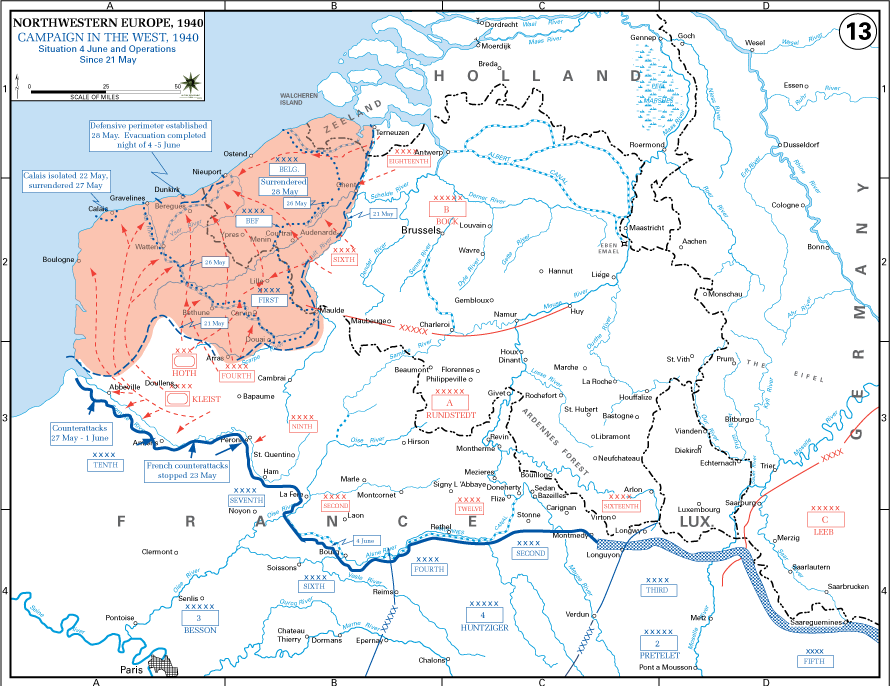
Германское продвижение к Ла-Маншу после 21 мая 1940 года

Утром 22 мая протяжённость бельгийского фронта составляла 90 километров. С севера на юг бельгийские корпуса стояли в следующем порядке: Кавалерийский (охранял Тернёзене), 5-й, 2-й, 6-й, 7-й и 4-й. Одна резервная дивизия охраняла побережье, а 1-й корпус, всего из двух обескровленных дивизий, был отведён в тыл. Эти части удерживали весь восточный фронт, пока БЭС и французские войска отходили на запад, чтобы защитить Дюнкерк, который был уязвим для атак вермахта. К этому моменту восточный фронт всё ещё не был прорван, но бельгийцы уже заняли свою последнюю укреплённую позицию на реке Лис. 22 мая Бельгию посетил Уинстон Черчилль, который настаивал, чтобы французская и британская армии прорывались и уходили с северо-востока. Черчилль считал, что бельгийский кавкорпус сумеет принять участие в атаке на правом фланге. Он отправил Горту следующее сообщение:

1. Бельгийская армия должна отойти к Изеру и открыть шлюзы, затопив его низменные берега.
2. БЭС и 1-я французская армии как можно раньше, самое позднее завтра, атакуют на юго-запад в направлении Бапома и Камбре; в атаке участвуют около восьми дивизий и бельгийский кавалерийский корпус на правом фланге англичан.

— 
В приказе был проигнорирован тот факт, что бельгийская армия не могла отступить к Изеру и шанс того, что бельгийская кавалерия успеет поддержать атаку, был невелик. План отхода был достаточно надёжным — Изер прикрывал Дюнкерк с юга и востока, а канал Ла-Бассе — с запада. Это также значительно сокращало фронт бельгийцев. Но такой манёвр вынуждал оставить Пашендейль, Ипр и Остенде; площадь остававшейся свободной территории страны сократилась бы до нескольких квадратных миль.
23 мая французы снова провели ряд наступательных операций на немецкую оборонительную линию от Арденн до Кале, но безрезультатно. В то же время, бельгийцы под натиском немцев отступили ещё дальше и сдали Тернёзен и Гент. Бельгийцы испытывали недостаток в топливе, продовольствии и боеприпасах, вывезти которые под натиском немцев не представлялось возможным. Люфтваффе имело превосходство в воздухе; их постоянно обеспечивали с тыла, в то время как воздушная поддержка войск союзников осуществлялась Британскими ВВС из южной Англии, что было весьма неудобно. Французы не желали, чтобы бельгийцы использовали порты Дюнкерк, Бурбур и Гравлин, которые находились на территории Франции. Бельгийцы вынуждены были использовать их последние оставшиеся гавани в Ньивпорте и Остенде.
Уинстон Черчилль и Максим Вейган, принявший командование от Гамелена, всё ещё были полны решимости прорвать немецкую оборону и вывести свои войска на юг. Когда они 24 мая сообщили это королю Леопольду и ван Оверстратену, последний был ошеломлён. Между британской и бельгийской армиям (между Ипром и Мененом) начал появляться опасный разрыв, угрожающий остаткам бельгийского фронта. Бельгийцы не могли его закрыть — это привело бы к чрезмерному растяжению сил. Горт, не посоветовавшись с французами и не спросив разрешения у своего правительства, решительно приказал 5-й и 50-й британским дивизиям немедленно закрыть разрыв и прервал все наступательные операции в южном направлении.

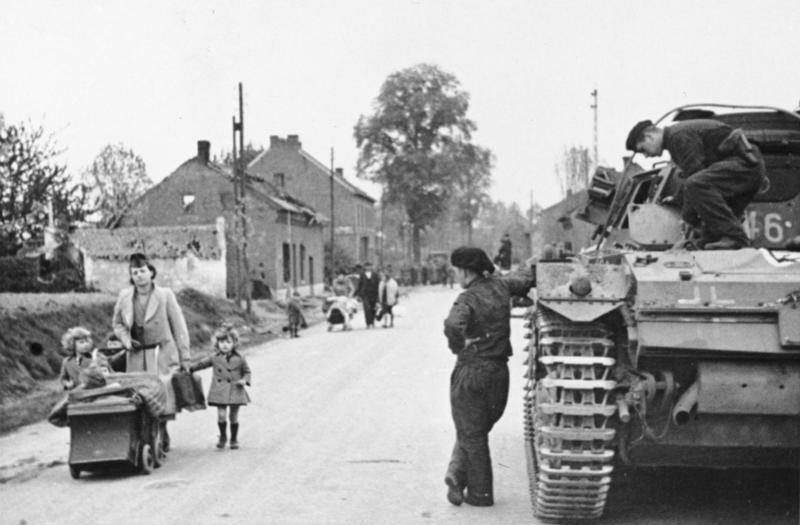
Немецкие солдаты наблюдают за бельгийскими беженцами

24 мая, во второй половине дня, фон Бок бросил 4 дивизии 6-й армии Рейхенау против позиций бельгийского 4-го корпуса около Кортрейка на реке Лис. Несмотря на ожесточённое сопротивление, немцам удалось форсировать реку ночью и создать плацдарм в милю шириной на 13-мильном участке между Вервиком и Кортрейком. Тем не менее, они понесли большие потери и бельгийцы нанесли им ряд тактических поражений. 1-я, 3-я, 9-я и 10-я пехотные дивизии (действуя в качестве подкрепления) несколько раз контратаковали и захватили 200 пленных. После этого бельгийские артиллерия и пехота подверглись сильным ударам люфтваффе и были практически разбиты. Бельгийцы обвинили французов и британцев, что те не обеспечили прикрытие с воздуха. Немецкий плацдарм угрожал восточному флангу растянувшейся на юг 4-й пехотной дивизии БЭС. Монтгомери направил несколько подразделений 3-й пехотной дивизии (в том числе пулемётчиков Миддлсекского полка и 99-ю батарею 20-го противотанкового полка) в качестве прикрытия.
Опасным моментом в «плане Вейгана» по удару на юг, который отстаивали британское правительство и французская армия, был отвод с линии обороны тех войск, которые должны были принять участие в наступлении. Для этого бельгийская армия должна была занять те участки фронта, которые ранее обороняли БЭС, что вызвало бы растяжение бельгийских сил и их быстрое поражение. В свою очередь, такой исход мог привести к утрате портов через Ла-Манш и полному окружению войск Союзников. При этом БЭС могли добиться большего, если бы контратаковали левый фланг войск фон Бока, пока те атаковали укреплённые позиции у Кортрейка. Это позволило бы облегчить положение бельгийцев. Бельгийское верховное главнокомандование не менее пяти раз обращалось к британцам с призывами атаковать уязвимый левый фланг немцев между Шельдой и Лисом, чтобы предотвратить катастрофу.
Адмирал Роджер Киз передал следующее сообщение в Ставку:

Ван Оверстратен отчаянно настаивает на сильной контратаке британцев к северу или югу от Лиса. Только так можно выйти из положения. Бельгийцы ожидают атаки на Гент завтра. Немцы уже пересекли канал на западе от Иклу. Об отступлении к Изеру не может быть и речи. Сегодня один батальон на марше к северо-востоку от Ипра был практически уничтожен атакой 60-ти самолётов. Отступление по дорогам без надлежащей поддержки истребителей обойдется большими потерями. Все их запасы находятся к востоку от Изера. Они сильно настаивают на попытке восстановить ситуацию на Лисе британской контратакой, возможность провести которую представится только через несколько часов".— 
В конечном счёте, атака проведена не была. Немцы закрыли промежуток Менен — Ипр только что прибывшими резервными частями и практически разъединили бельгийцев и англичан. 2-я, 6-я и 10-я кавалерийская дивизии бельгийцев остановили попытку германских войск воспользоваться этим разрывом, но ситуация осталась критической. 26 мая официально началась Дюнкеркская операция, в ходе которой огромный контингент английских и французских войск должен был быть эвакуирован в Великобританию. К этому времени королевский флот уже эвакуировал 28 000 солдат, не участвовавших в боевых действиях. Булонь пала, союзники покидали Кале. Дюнкерк, Остенде и Зебрюгге остались последними доступными портами, которые могли быть использованы для эвакуации. Продвижение 14-й немецкой армии к Остенде не позволило долго использовать этот порт. Утром 27 мая немецкая группа армий «А» достигла Дюнкерка. До центра города оставалось 6,4 километра, порт оказался в досягаемости артиллерийского огня.
За последние 24 часа ситуация сильно изменилась: 26 мая бельгийская армия отошла от Лиса. В западной и центральной частях фронта на Лисе пали Невеле, Винкт, Тилт и Изегем. На востоке немцы вышли к окраинам Брюгге и захватили Урсель. На западе линия Менен — Ипр была прорвана возле Кортрейка, и бельгийцы стали использовать железнодорожные вагоны, пытаясь организовать противотанковую оборону на линии Ипр — Пашендейль — Руселаре. Вдобавок на участке к северу от Лилля британцы были оттеснены немцами, и появилась опасность развития прорыва вдоль оси Ипр — Лилль между БЭС и бельгийским южным флангом . Это позволяло немцам продвигаться к Дюнкерку и угрожало потерей порта, который был слишком важен, чтобы его сдать, поэтому британцы 26 мая отступили к городу. Однако при этом они оставили открытым северо-восточный фланг 1-й армии французов возле Лилля. По мере того, как британцы отступали, немцы продвигались вперёд, окружая большую часть французской армии. И Лорд Горт, и начальник штаба Генри Паунолл понимали, что их отступление приведёт к окончательному уничтожению 1-й французской армии.
Бои 26—27 мая поставили бельгийскую армию на грань краха. Бельгийцы по-прежнему занимали линию Ипр — Руселаре на западе и Брюгге — Тилт на востоке. Однако 27 мая центральный фронт в секторе Изегем — Тилт бы прорван. Теперь ничего не мешало немцам взять Остенде и Брюгге на востоке или занять порты Ньивпорт и Ла Панне в глубоком тылу союзников. Бельгийцы практически исчерпали все доступные средства сопротивления. Распад бельгийской армии и её фронта вызвал много несправедливых обвинений со стороны британцев. На самом деле, часто случалось, что бельгийцы ещё долго держались после того, как британцы оставляли позиции. Одним из примеров является контратака на линии Шельды, когда они выручили 4-ю британскую пехотную дивизию и позволили ей уйти через свои боевые порядки. Несмотря на это, Горт и в особенности Паунолл были весьма раздражены решением короля о капитуляции 28 мая, считая, что это ослабит позиции союзников. Когда был задан вопрос, будут ли бельгийцы эвакуированы, Паунолл раздражённо ответил: «Нам плевать, что произойдёт с бельгийцами».

### Капитуляция Бельгии

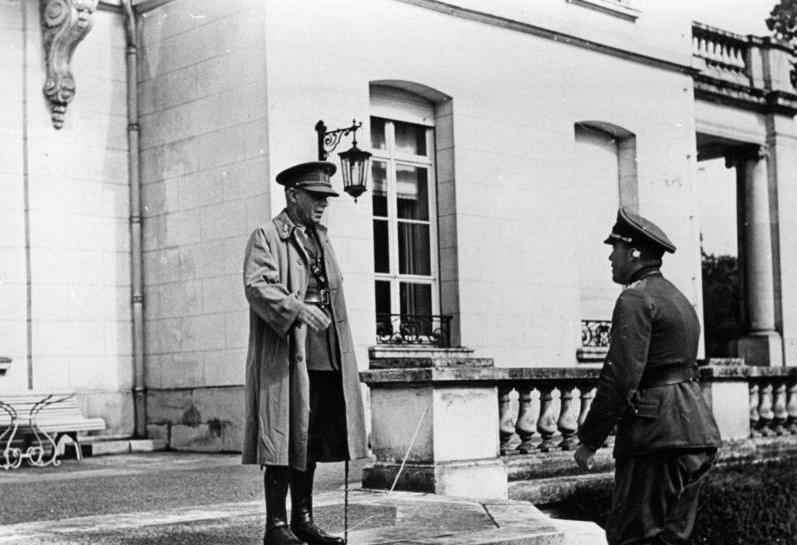
Ведение переговоров о капитуляции Бельгии

Бельгийская армия была растянута c севера на юг от Кадзанда до Менена и с востока на запад от Менена до Берга без каких-либо резервов. За исключением нескольких вылетов британских ВВС в Бельгию, воздушное пространство страны оставалось под контролем люфтваффе. По сообщениям бельгийцев, немецкие пилоты атаковали каждый объект и боевую единицу, которые оказывались в поле зрения, что приводило к соответствующим потерям. Между бельгийской и немецкой армиями не осталось никаких естественных препятствий, при этом отступление также было невозможным. Люфтваффе уничтожили большую часть железнодорожных путей до Дюнкерка, осталось лишь три ветки: Брюгге — Торхаут — Диксмёйде, Брюгге — Гистел — Ньивпорт, Брюгге — Остенде — Ньивпорт. Использовать эти пути отступления без огромных потерь из-за германского господства в воздухе не представлялось возможным. Системы водо-, электро- и газоснабжения были повреждены и отключены. Каналы осушались и использовались для хранения оставшихся провизии и боеприпасов. Бельгийская армия удерживала всего 1700 км² территории, на которой скопились как войска, так и мирное население (около 3 млн человек). В сложившейся ситуации король Бельгии Леопольд III счёл, что дальнейшее сопротивление бесполезно, и вечером 27 мая запросил перемирие.
В сообщении Кизу от 27 мая Черчилль выразил свою позицию по этому поводу так:

Бельгийское посольство подозревает (исходя из решения короля остаться на месте) что он считает войну проигранной и собирается заключить сепаратный мир. Это делается несмотря на то, что конституционное бельгийское правительство будет воссоздано на территории иностранного государства. Даже если существующая бельгийская армия вынуждена сложить оружие, есть 200 000 бельгийцев призывного возраста во Франции и больше ресурсов для борьбы, чем Бельгия имела в 1914 году. Своим решением король раскалывает нацию и передает её во власть Гитлера. Пожалуйста, передайте эти соображения королю и убедите его, что данный выбор будет иметь катастрофические последствия для союзников и для Бельгии.— 
Ночью британский флот эвакуировал генштаб из Мидделкерке и Сент-Эндрюса (к западу от Брюгге). Леопольд III и его мать — Елизавета Баварская — остались в Бельгии, несмотря на предложение покинуть страну и возглавить правительство в изгнании. Однако король подписал не соглашение с Гитлером, что позволило бы сформировать коллаборационистское правительство, а только акт о безоговорочной капитуляции, в качестве главнокомандующего вооружёнными силами Бельгии.
28 мая 1940 в 04:00 вступил в силу документ о капитуляции Бельгии. Правительства Великобритании и Франции выступили с обвинениями в адрес бельгийцев, утверждая что те предали союзников. В Париже французский премьер Поль Рейно осудил сдачу Леопольда, а бельгийский премьер Юбер Пьерло обнародовал информацию, что Леопольд действовал вопреки единогласному решению правительства. В результате король был уже не в состоянии управлять страной, и борьбу продолжило бельгийское правительство в изгнании, разместившееся в Париже (позже, после падения Франции, в Лондоне). Наиболее серьёзным обвинением было то, что бельгийцы не поставили союзников в известность, что их положение было настолько серьёзным, чтобы капитулировать. С точки зрения руководства Великобритании и Франции, действия Бельгии являлись предательством по отношению к союзникам. Такие заявления были в высшей степени несправедливы. Союзникам было известно, что бельгийцы находятся на грани краха, и 25 мая, в ходе контакта с бельгийцами, они в частном порядке соглашались с этой оценкой.
Официальная реакция Черчилля и британцев была сдержанной. Этому способствовал сэр Роджер Киз, который 28 мая, в 11:30 решительно защищал перед правительством действия бельгийцев в ходе оборонительной кампании.

## Последствия

### Дальнейшие действия войск союзников в Бельгии
Благодаря принятым заранее мерам, факт капитуляции Бельгии не отразился пагубным образом на положении французских и английских войск. Предвидя капитуляцию, союзники заняли рубеж Ипр — Диксмёйде — Ньивпорт для защиты своего восточного фланга. После выхода Бельгии из войны союзные войска занимали узкий, примыкавший к морю район шириной около 50 км. Этот район тянулся в юго-восточном направлении на 80 км и заканчивался за Лиллем.
27 мая — 4 июня войска союзников, отрезанные на побережье, осуществили так называемую Дюнкеркскую операцию, в ходе которой с французского побережья в районе Дюнкерка было эвакуировано 338 226 военнослужащих союзников. Было брошено практически всё тяжёлое вооружение, техника и снаряжение.

### Влияние на общий ход Французской кампании
Германская армия, действовавшая, по оценке К. фон Типпельскирха, практически идеально, менее чем за месяц смогла разгромить бельгийские, голландские, британские экспедиционные и самые боеспособные французские войска. Были захвачены Северная Франция и Фландрия. Германские части обошли практически неприступную Линию Мажино, и она больше не служила препятствием для продвижения вермахта. Неспособность союзнических войск остановить вермахт в Бенилюксе привела к роковым последствиям: в результате во французских войсках оставалось 59 потрёпанных, недоукомплектованных и плохо оснащённых дивизии, с французами остались 2 британские и 2 польские дивизии. Таким образом 136 немецким дивизиям противостояли всего 63 дивизии союзников.
5 июня немецкие войска провели перегруппировку, приготовившись к дальнейшим наступательным действиям в соответствии с планом «Гельб». В ходе наступательных действий 5—22 июня силы вермахта нанесли поражение оставшимся войскам союзников. 22 июня 1940 года был подписан акт о капитуляции Франции (Компьенское перемирие 1940 года).

### Влияние на дальнейшую судьбу Бельгии
Вскоре после капитуляции бельгийской армии 28 мая 1940 года, бельгийское правительство Ю. Пьерло — П. Спаака перебралось в Лондон и объявило о продолжении борьбы с Германией.
Бельгийская гражданская администрация на территории Бельгии в период оккупации подчинялась Комитету генеральных секретарей министров в Брюсселе.
В соответствии с декретом от 18 мая 1940 года бельгийские округа Эйпен, Мальмеди и Сен-Вит были присоединены к Германии. Прибрежная зона была переведена в прямое управление немецкой военной администрации в связи с возведением Атлантического вала (нем. Militärverwaltung). Кроме того, на Бельгию была возложена контрибуция в размере 73 млрд. бельгийских франков.
В марте 1942 года оккупационные власти ввели принудительные работы, с ноября 1942 года началась отправка бельгийских рабочих на работы в Германию. В общей сложности, до освобождения Бельгии на принудительные работы в Германию было отправлено 500 тыс. жителей Бельгии (220 тысяч из них составляли военнопленные бельгийской армии и граждане Бельгии).
Территория Бельгии была освобождена в сентябре 1944 года армиями союзников, вскоре после их высадки в Нормандии.

## Потери

### Потери Бельгии
- Убито: 6093 человека[44]

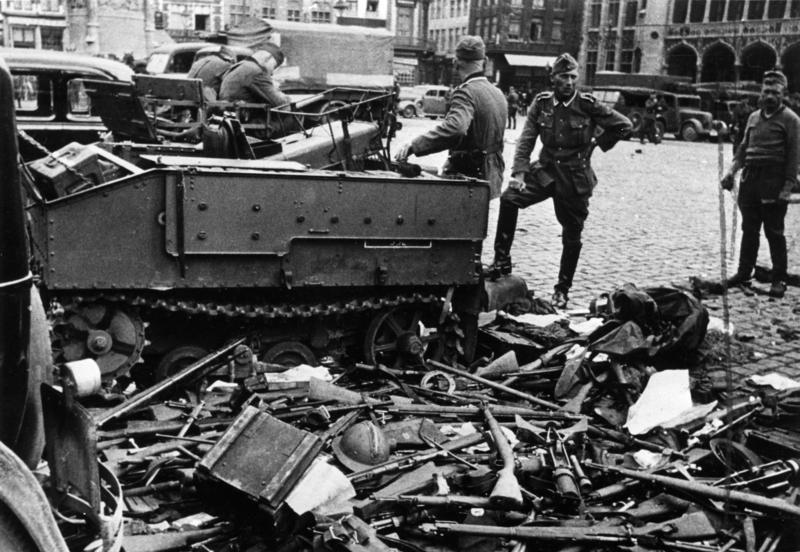
Немецкие солдаты складывают бельгийское оружие в Брюгге после капитуляции

- Пропало без вести: более 500[44]
- Попало в плен: 202 000[150]
- Ранено: 15 850[150]
- Самолётов: 112 уничтожено[65]

### Потери Франции
Потери в бельгийской кампании неизвестны, но за весь период с 10 мая по 22 июня (капитуляция Франции) общие потери составили:
- Убито: 90 000[151]
- Попало в плен: 1 900 000[151]
- Ранено: 200 000[151]
- Потеряно самолётов с 12 по 25 мая: 264; с 26 мая по 1 июня: 50[152]

### Потери Великобритании

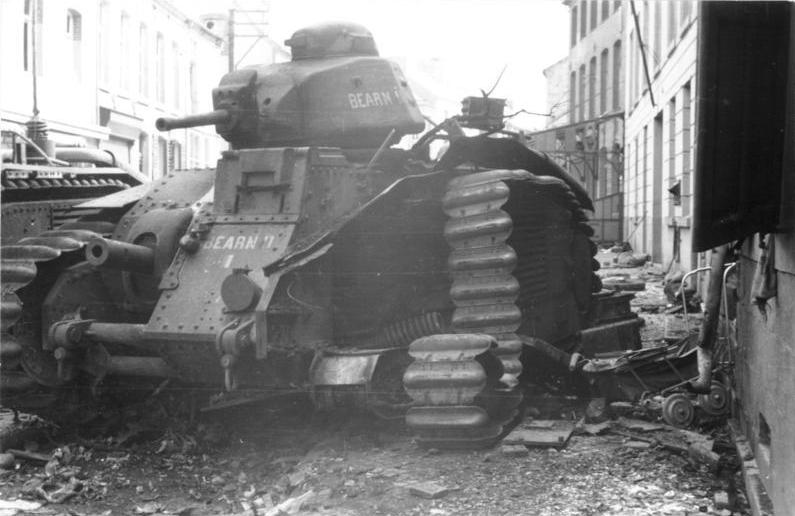
Уничтоженный французский тяжёлый танк Char B1 в Бомоне

Потери в бельгийской кампании неизвестны, но за весь период с 10 мая по 22 июня общие потери составили:
- 68 111 убито, ранено и попало в плен[153]
- 64 000 транспортных средств уничтожено и брошено[153]
- 2472 орудия уничтожено и брошено[153]
- Потери королевских ВВС за весь период с 10 мая по 22 июня: 931 самолёт и 1526 человек. Потери к дате 28 мая неизвестны[153].

### Потери Третьего Рейха
В докладе Верховного командования Вооружённых сил Вермахта об операциях на западе с 10 мая по 4 июня приведены следующие данные:
- Убито: 10 232 солдат и офицеров[154]
- Ранено: 42 523 солдат и офицеров[154]
- Пропало без вести: 8463 солдат и офицеров[154]
- Потери люфтваффе с 10 мая по 3 июня: 432 самолёта[154]
- Потери Кригсмарине: нет[154]

## Глазами очевидцев
- Из Люксембурга в Бордо[англ.] ('Von Lemberg bis Bordeaux'), написанная Лео Лейкснером, журналистом и военным корреспондентом, представляет собой рассказ Лео как очевидца битв, которые привели к падению Польши и Франции. В августе 1939 года, Лейкснер присоединился к вермахту, как военный корреспондент, был повышен до сержанта, и в 1941 году опубликовал свои воспоминания. Книга была первоначально издана Издательством Франца Эера (Franz-Eher-Verlag), центральным издательством нацистской партии[155].
- Танки прорываются![англ.] (Panzerjäger Brechen Durch!), написанная Альфредом Ингемаром Берндтом, журналистом и ближайшим помощником министра пропаганды Йозефа Геббельса, представляет собой рассказ Альфреда как очевидца битв, которые привели к падению Франции. Во время вторжения 1940 года, Берндт присоединился к вермахту, был сержантом в противотанковой дивизии и впоследствии опубликовал свои воспоминания[156]. Книга была первоначально издана Издательством Франца Эера (Franz-Eher-Verlag), центральным издательством нацистской партии в 1940 году[157].

## В произведениях культуры
Событиям Бельгийской кампании, в частности героизму Арденнских егерей, посвящена песня «Resist and Bite» шведской пауэр-метал группы Sabaton.